# Armorial des communes de la Dordogne
- il comporte peu ou pas de sources.
- il reste des blasons à dessiner dans cet armorial.

Cette page dresse l'ensemble des armoiries (figures et blasonnements) connues des communes de la Dordogne disposant d'un blason.

(4 dessin(s) en attente.CPSV)
- Haut – A
- B
- C
- D
- E
- F
- G
- H
- I
- J
- K
- L
- M
- N
- O
- P
- Q
- R
- S
- T
- U
- V
- W
- X
- Y
- Z

## A
| Blason de Abjat-sur-Bandiat | Blason  | D’azur au pont d’âne de deux arches d’argent maçonné de sable, posé et en partie brochant sur une rivière de gueules* en fasce abaissée soutenue d’une cloche aussi d’argent, le pont surmonté, à dextre, d’un « singliant rousseu » (couleuvre) d’or ondoyante en barre et à senestre d’un dextrochère au naturel, mouvant de l'angle senestre, tenant un bâton péri en barre de sable. Devise / Cri«nomine et virtute prima» (La première par le nom et par le courage) |
| Blason de Abjat-sur-Bandiat | Détails | * Il y a là non-respect de la règle de contrariété des couleurs : ces armes sont fautives (gueules sur azur). Le statut officiel du blason reste à déterminer. |

| Blason de Ajat | Blason  | Écartelé d'or et d'azur, au premier et au quatrième à trois forces de sable, au deuxième et au troisième à trois besants d'argent. |
| Blason de Ajat | Détails | Le statut officiel du blason reste à déterminer.                                                                                   |

| Blason de Allas-les-Mines | Blason  | Parti : au premier d'argent à une fasce ondée d'azur, accompagnée en chef d'un pressoir de sinople, cerclé de sable accompagné en chef de deux grappes de raisin de sinople et d'un tourteau de sable en pointe, au second d'azur à deux taureaux d'or l'un sur l'autre. |
| Blason de Allas-les-Mines | Détails | Fasce ondée pour la rivière la Dordogne. Le pressoir et les grappes de raisin pour la passé viticole. Le tourteau de sable (noir) évoque les mines de lignite et les deux bœufs pour la famille de Touchebœuf. Création adoptée par la commune le 24 avril 2019.         |

| Blason de Allemans | Blason  | D'azur à deux chaînes d'argent passées en sautoir; à la fasce d'or chargée d'un lion léopardé de gueules, brochante. |
| Blason de Allemans | Détails | Le statut officiel du blason reste à déterminer.                                                                     |

| Blason de Alles-sur-Dordogne | Blason  | De sinople à la fasce ondée d'argent accompagnée de trois vols d'or.      |
| Blason de Alles-sur-Dordogne | Détails | Armes parlantes (ailes). Le statut officiel du blason reste à déterminer. |

| Blason de Anlhiac | Blason  | De gueules à trois canons d'argent posés en pal. |
| Blason de Anlhiac | Détails | Le statut officiel du blason reste à déterminer. |

| Blason de Audrix | Blason  | D'azur à trois fasces d'argent, à un lion de gueules brochant sur les fasces du chef et de la pointe et passant sous celle du milieu. |
| Blason de Audrix | Détails | Le statut officiel du blason reste à déterminer.                                                                                      |

| Blason de Augignac | Blason  | D'or à la fontaine héraldique d'azur à trois sources du champ; au chef d'azur chargé d'une main de justice d'or posée en fasce. |
| Blason de Augignac | Détails | Le statut officiel du blason reste à déterminer.                                                                                |

Pas d'information pour les communes suivantes : Agonac, Angoisse (Dordogne), Annesse-et-Beaulieu, Antonne-et-Trigonant, Archignac, Atur, Aubas, Auriac-du-Périgord, Azerat
- Haut – A
- B
- C
- D
- E
- F
- G
- H
- I
- J
- K
- L
- M
- N
- O
- P
- Q
- R
- S
- T
- U
- V
- W
- X
- Y
- Z

## B
| Blason de Bachellerie (La) | Blason  | D'azur à un lion d'argent, armé, lampassé et couronné d'or posé sur une rivière du même et accompagné de neuf quartefeuilles d'or ordonnées en orle. |
| Blason de Bachellerie (La) | Détails | Adopté en 2015. |

| Blason de Badefols-d'Ans | Blason  | D'azur à la croix alésée d'or, cantonnée aux premier et quatrième d'un besant et aux deuxième et troisième d'une billette couchée, le tout d'argent. |
| Blason de Badefols-d'Ans | Détails | Le statut officiel du blason reste à déterminer. |

| Blason de Badefols-sur-Dordogne | Blason  | Écartelé d'or et de gueules; à la bordure de sable chargée de six tours d'or ouvertes, ajourées et maçonnées de sable. |
| Blason de Badefols-sur-Dordogne | Détails | Le statut officiel du blason reste à déterminer.                                                                       |

| Blason de Baneuil | Blason  | D'argent à la tierce en bande de gueules. |
| Blason de Baneuil | Détails | Présent sur le site de la mairie.         |

| Blason de Bars | Blason  | Parti: au premier de gueules à l'aigle d'or, au second d'azur à trois fleurs de lis d'argent, à la cotice du même brochante et au chef d'azur chargé de deux colombes d'argent. |
| Blason de Bars | Détails | Le statut officiel du blason reste à déterminer. |

| Blason de Beaumont-du-Périgord | Blason  | Écartelé : au 1er de France ancien, à la tour d'argent maçonnée de sable brochant sur le tout, au 2d d'or à trois tourteaux de gueules, au 3e d'or à trois bandes de gueules, au 4e de gueules à la fasce d'argent, et sur le tout, d'or au gonfanon de gueules frangé de sinople, qui est d'Auvergne. |
| Blason de Beaumont-du-Périgord | Détails | Le statut officiel du blason reste à déterminer. |

| Blason de Beaumontois en Périgord | Blason  | Écartelé : au 1er d'azur semé de fleurs de lys d'or, à la tour d'argent maçonnée de sable brochant sur le tout, au 2e d'or à trois tourteaux de gueules, au 3e d'or à trois bandes de gueules, au 4e de gueules à la fasce d'argent ; sur le tout, d'or au gonfanon de gueules frangé de sinople, qui est d'Auvergne . |
| Blason de Beaumontois en Périgord | Détails | Reprise des armes de l'ancienne commune de Beaumont-du-Périgord. Le statut officiel du blason reste à déterminer. |

| Blason de Beaupouyet | Blason  | Écartelé : au 1er palé de gueules et d’argent, au 2d de gueules à trois vaches d’or mal ordonnées, au 3e de gueules plain, au 4e palé d’or et de gueules ; le tout sommé d'un chef d’azur à sept tours accolées d’or couvertes d’argent, ouvertes, ajourées et maçonnées de sable, de hauteurs décroissantes du centre vers les flancs ; sur le tout, brochant sur le chef et les deux premiers quartiers, d’or à la fleur de lis de sable. |
| Blason de Beaupouyet | Détails | Le statut officiel du blason reste à déterminer. |

| Blason de Beauregard-de-Terrasson | Blason  | De gueules à la croix pattée d'or ; sur le tout, d'azur au chevronnel alésé, sommé d'un oiseau stylisé becquetant une palme posée en bande et mouvant du chevronnel, et au croissant en pointe, le tout d'argent. Devise / CriVoir plus loin |
| Blason de Beauregard-de-Terrasson | Détails | Le statut officiel du blason reste à déterminer. |

| Blason de Belvès | Blason  | De gueules à la tour d'argent maçonnée de sable accostée de deux tours du même plus petites. |
| Blason de Belvès | Détails | Le statut officiel du blason reste à déterminer.                                             |

| Blason de Berbiguières | Blason  | Écartelé : aux 1er et 4e d'argent au lion de sable, couronné, lampassé et armé de gueules, aux 2d et 3e d'azur à trois léopards d'or, couronnés, lampassés et armés de gueules, rangés en pal. |
| Blason de Berbiguières | Détails | Le statut officiel du blason reste à déterminer. |

| Blason de Bergerac | Blason  | Parti d'azur à trois fleurs de lys d'or mises en pal ; et de gueules au dragon d'or volant mis en pal. |
| Blason de Bergerac | Détails | Le statut officiel du blason reste à déterminer. |
| Blason de Bergerac | Alias   | Parti d'azur semé de fleurs de lys d'or, et de gueules à un dragon volant d'or lampassé du champ posé en pal d'azur semé de fleurs de lys d'or ("de France ancien") a été remplacé en 1995 par d'azur à trois fleurs de lys d'or ("de France moderne") |

| Blason de Besse | Blason  | D'azur à deux boeufs d'or l'un au-dessus de l'autre; à la filière du même. |
| Blason de Besse | Détails | Le statut officiel du blason reste à déterminer.                           |

| Blason de Beynac-et-Cazenac | Blason  | D'or à cinq burèles de gueules.                  |
| Blason de Beynac-et-Cazenac | Détails | Le statut officiel du blason reste à déterminer. |

| Blason de Biron | Blason  | Écartelé d'or et de gueules.                     |
| Blason de Biron | Détails | Le statut officiel du blason reste à déterminer. |

| Blason de Blis-et-Born | Blason  | Parti de gueules au lion d’or, et aussi de gueules à la tour donjonnée de deux tourelles d’argent, ouverte, ajourée et maçonnée de sable, soutenue de deux écots d’or posés en chevron renversé ; le tout sommé d’un chef d’or chargé d’une roue de Sainte-Catherine aussi de gueules . |
| Blason de Blis-et-Born | Détails | Le statut officiel du blason reste à déterminer. |

| Blason de Boissière-d’Ans (La) | Blason  | Taillé de sinople et d’azur à la traverse de gueules brochante, au pont droit de trois arches maçonné de sable sur une rivière dans laquelle se jette une cascade mouvant du flanc senestre, le pont brochant sur la traverse, le tout d’argent posé en fasce, accompagné, en chef, d’une église du même adextrée d’une gerbe de blé d’or et senestrée d’un épi de maïs du même et en pointe d’un canon de marine sur son affût le tout aussi d’or, pointé vers la dextre |
| Blason de Boissière-d’Ans (La) | Détails | Le statut officiel du blason reste à déterminer. |

| Blason de Borrèze | Blason  | De gueules au pal d'argent accompagné de dix billettes du même ordonnées en orle.                                |
| Blason de Borrèze | Détails | Blason de la famille Ferrières de Sauveboeuf en émaux inversés. Le statut officiel du blason reste à déterminer. |

| Blason de Bosset | Blason  | D’or à l’arbre sec arraché de sable, au chef d’azur chargé d’une coquille d’argent |
| Blason de Bosset | Détails | Le statut officiel du blason reste à déterminer.                                   |

| Blason de Bouniagues | Blason  | Parti au 1er d’azur aux dix losanges d’argent ordonnées 2.3.3.2 ; et au 2d d’hermine à la champagne d’azur chargée de quatre losanges d’argent rangées en fasce |
| Blason de Bouniagues | Détails | Le statut officiel du blason reste à déterminer. |

| Blason de Bourdeilles | Blason  | D'or à deux pattes de griffon de gueules, armées d'azur, l'une sur l'autre. |
| Blason de Bourdeilles | Détails | Le statut officiel du blason reste à déterminer.                            |

| Blason de Brantôme | Blason  | D'azur à la fasce d'argent, chargée de trois lions de sable, et accompagnée de trois fleurs de lys d'or . |
| Blason de Brantôme | Détails | commune intégrée dans la nouvelle commune Brantôme en Périgord en 2019                                    |

| Blason de Bugue (Le) | Blason  | D'argent aux trois fasces ondées d'azur, à la crosse contournée d'or brochant sur le tout. |
| Blason de Bugue (Le) | Détails | Le statut officiel du blason reste à déterminer.                                           |

| Blason de Buisson-de-Cadouin (Le) | Blason  | Écartelé : - aux 1 et 4, d'azur à une roue d'or accompagnée en pointe d'une rivière d'argent, qui est de Le Buisson-Cussac ; - au 2, d'argent au cognassier arraché de sinople, qui est de Cadouin ; - au 3, d'azur à la croix d'argent cantonnée de quatre pals d'or, à la bordure de gueules chargée de dix besants d'or, qui est de Paleyrac. |
| Blason de Buisson-de-Cadouin (Le) | Détails | Les armoiries ont été actualisées à la suite du départ de la commune d'Urval en 1989 Armoiries réalisées pour la mairie par J.R. Bousquet (cf. courrier) |

| Blason de Bussière-Badil | Blason  | Parti d'azur à trois tours d'argent ouvertes, ajourées et maçonnées de sable, et d'or à la poêle de sable, mise en pal la queue en pointe. |
| Blason de Bussière-Badil | Détails | Le statut officiel du blason reste à déterminer.                                                                                           |

Pas d'information pour les communes suivantes : Bardou (Dordogne), Bassillac, Bayac, Beauregard-et-Bassac, Beauronne, Beaussac, Beleymas, Bertric-Burée, Biras, Boisse, Boisseuilh, Bonneville-et-Saint-Avit-de-Fumadières, Bouillac (Dordogne), Boulazac, Le Bourdeix, Bourg-des-Maisons, Bourg-du-Bost, Bourgnac, Bourniquel, Bourrou, Bouteilles-Saint-Sébastien, Bouzic, Breuilh, Brouchaud, Bussac (Dordogne), Busserolles
- Haut – A
- B
- C
- D
- E
- F
- G
- H
- I
- J
- K
- L
- M
- N
- O
- P
- Q
- R
- S
- T
- U
- V
- W
- X
- Y
- Z

## C
| Blason de Campagne | Blason  | De gueules au croissant d'or en chef accompagné en pointe de trois fers de lance d'argent. |
| Blason de Campagne | Détails | Le statut officiel du blason reste à déterminer.                                           |

| Blason de Campagnac-lès-Quercy | Blason  | Coupé : au 1er d'azur à la tour d'argent, maçonnée de sable et ouverte du champ, au 2e d'argent à l'épée d'or posée en bande .                              |
| Blason de Campagnac-lès-Quercy | Détails | * Il y a là non-respect de la règle de contrariété des couleurs : ces armes sont fautives (or sur argent). Le statut officiel du blason reste à déterminer. |

| Blason de Campsegret | Blason  | Parti : au 1er de gueules à saint Étienne d'or tenant dans sa dextre une palme du même et dans sa senestre trois cailloux d'argent, au 2d du même au lion de sable ; au chef d'azur chargé de trois coquilles d'argent. |
| Blason de Campsegret | Détails | Adopté par la municipalité. |

| Blason de Carlux | Blason  | D'argent à la fasce bandée d'or et de gueules.           |
| Blason de Carlux | Détails | Armes des seigneurs de Pons. Adopté par la municipalité. |

| Blason de Carsac-Aillac | Blason  | Écartelé au 1er et au 4e de gueules à la croix cléchée, vidée et pommetée de douze pièces d’or, au 2e de gueules au lion d’or, au 3e de gueules au coq hardi d’argent. |
| Blason de Carsac-Aillac | Détails | Le statut officiel du blason reste à déterminer. |

| Blason de Carsac-de-Gurson | Blason  | Écartelé : aux 1er et 4e d'or à trois pals de gueules, aux 2e et 3e d'or à deux vaches de gueules, accornées, onglées et clarinées d'azur ; sur le tout d'azur à la fleur de lis d'or. |
| Blason de Carsac-de-Gurson | Détails | Le statut officiel du blason reste à déterminer. |

| Blason de Carves | Blason  | D’azur au chevron d’or accompagné de trois étoiles d’argent, au chef aussi d’or chargé d’une lettre S capitale du champ |
| Blason de Carves | Détails | Le statut officiel du blason reste à déterminer.                                                                        |

| Blason de Castels et Bézenac | Blason  | De sinople à un château donjonné de trois tours d'or, celle du milieu plus haute que les autres, et ouvert du champ. |
| Blason de Castels et Bézenac | Détails | Armes parlantes. Le statut officiel du blason reste à déterminer.                                                    |

| Blason de Cause-de-Clérans | Blason  | Écartelé: aux 1er et 4e d'or à trois molettes de sable, aux 2e et 3e d'azur au croissant d'argent mouvant d'une rivière du même et au chef d'azur chargé de trois étoiles d'argent. |
| Blason de Cause-de-Clérans | Détails | Le statut officiel du blason reste à déterminer. |

| Blason de Cazoulès | Blason  | De gueules au dragon volant d’argent rempli de sinople, langué du champ, posé en pal, au chef aussi de gueules chargé de trois lionceaux d’or ordonnés 2 et 1. |
| Blason de Cazoulès | Détails | Le statut officiel du blason reste à déterminer. |

| Blason de Cénac-et-Saint-Julien | Blason  | Parti : au 1er d'azur au lion d'or, armé, lampassé et couronné de gueules, au 2d d'or à la nef d'azur. |
| Blason de Cénac-et-Saint-Julien | Détails | Le premier est aux armes de la famille Dufaure, qui possédait des biens à Montmirail, à Cénac. Le second est attribut de saint Julien, patron qui donna son nom à Saint-Julien. Le statut officiel du blason reste à déterminer. |

| Blason de Champagnac-de-Belair | Blason  | De gueules à trois lionceaux d'or, au chef d'azur chargé de trois fleurs de lys d'argent surmontées d'un lambel du même, soutenu d'une devise ondée du même chargée d'une truite au naturel. |
| Blason de Champagnac-de-Belair | Détails | Le statut officiel du blason reste à déterminer. |

| Blason de Champagne-et-Fontaine | Blason  | D'azur au chevron brisé d'or, surmonté d'un lion du même, accompagné en chef dextre d'une fleur de lys d'or, en chef senestre d'un écusson d'or chargé d'un chardon coupé de pourpre, tigé et feuillé de sinople, et en pointe d'une fontaine jaillissante d'argent. |
| Blason de Champagne-et-Fontaine | Détails | Armes parlantes ( fontaine). Le statut officiel du blason reste à déterminer. |

| Blason de Champcevinel | Blason  | D'azur à la foi d'argent mouvant des flancs et enserrant un châtaignier d'or fruité au naturel de douze pièces ordonnées 1,2,4 et 5. |
| Blason de Champcevinel | Détails | Le statut officiel du blason reste à déterminer.                                                                                     |

| Blason à dessiner | Blason  | Tiercé en chevron: au 1er d'azur à la tierce d'argent soutenue de deux étoiles d'argent adextrées d'un paon passant d'or et senestrées d'un lion du même lampassé de gueules, au 2e d'or au chevron d'azur chargé de trois tours d'argent, maçonnées de sable reliées entre elles par des jumelles d'argent posées dans le sens du chevron, au 3e d'argent à trois ancres de pourpre; le tout sommé d'un comble d'argent chargé de trois fleurs de lis d'or. |
| Blason à dessiner | Détails | * Il y a là non-respect de la règle de contrariété des couleurs : ces armes sont fautives (or sur argent). Le statut officiel du blason reste à déterminer. |

| Blason de Chantérac | Blason  | D'azur à la bande d'or accompagnée de deux fleurs de lys du même ; au chef cousu* de gueules chargé de deux chaînes d'or passées en sautoir alésées avec les maillons des extrémités brisés. |
| Blason de Chantérac | Détails | * Ces armes emploient le terme « cousu » dans le seul but de contrevenir à la règle de contrariété des couleurs : elles sont fautives. Adopté en 2003.                                       |

| Blason de Chapdeuil | Blason  | Coupé ondé: au 1) parti au 1a) d'azur à trois ammonites d'argent, au 1b) d'argent à un chêne coupé de tenné, englanté d'or et feuillé de sinople; au 2) de gueules à trois lionceaux d'or armés, lampassés et couronnés d'azur. |
| Blason de Chapdeuil | Détails | Création j-F Binon. Adoption le 11 juin 2024. |

| Blason à dessiner | Blason  | Coupé voûté: au 1er d'azur à l'arche d'argent posée sur deux colonnes du même, ouverte de gueules, mouvant de la partition, adextrée d'une aigle d'argent et senestrée d'un livre ouvert du même marqué d'une pierre de gueules, au 2e d'argent au tertre isolé de sinople donjonné de trois pièces à dextre; au lion d'or brochant sur le tout en coeur. |
| Blason à dessiner | Détails | Le statut officiel du blason reste à déterminer. |

| Blason de Chassaignes | Blason  | D'or au chêne de sinople englanté du champ ; au chef de gueules chargé d'une croix de Malte d'argent. |
| Blason de Chassaignes | Détails | Adopté par la municipalité.                                                                           |

| Blason de Château-l'Évêque | Blason  | De sinople au château d'argent, maçonné et ajouré de sable, flanqué d'une tour carrée à senestre et d’une autre plus petite à dextre ; au chef de pourpre chargé d'une mitre d'or et d'une crosse du même mise en pal.                |
| Blason de Château-l'Évêque | Détails | Armes parlantes. (château et mitre + crosse, attributs de l’évêque) * Il y a là non-respect de la règle de contrariété des couleurs : ces armes sont fautives (pourpre sur sinople). Le statut officiel du blason reste à déterminer. |

| Blason de Cherval | Blason  | D'azur à un lion d'or, armé et lampassé de gueules, accompagné en chef senestre d'un croissant d'argent. |
| Blason de Cherval | Détails | Armes de la famille de Lageard de Cherval. Le statut officiel du blason reste à déterminer.              |

| Blason de Condat-sur-Vézère | Blason  | D'azur au pairle d'or chargé d'un tourteau de gueules, lui-même surchargé d'une croix de Malte d'argent. |
| Blason de Condat-sur-Vézère | Détails | Le statut officiel du blason reste à déterminer.                                                         |

| Blason de Conne-de-Labarde | Blason  | Taillé : au 1er de pourpre à l'église du lieu d'or, ajourée de sable, mouvant de la partition, au 2d de sinople au lion d'or, armé et lampassé de gueules ; à la barre ondée d'argent chargée de trois fers de moulin de sable posés à plomb, brochant sur la partition. |
| Blason de Conne-de-Labarde | Détails | Le statut officiel du blason reste à déterminer. |
| Blason de Conne-de-Labarde | Alias   | Parti, au premier, de pourpre à l'église d'argent et au second de sinople au lion d'or, armé et lampassé de gueules. |

| Blason de La Coquille | Blason  | D’or à la coquille renversée d’argent, les cotes de sinople, surmontée d'une couronne murale de trois tours d'argent, maçonnée de sable ; au chef de gueules chargé de trois lions d’or. |
| Blason de La Coquille | Détails | Armes parlantes. * Il y a là non-respect de la règle de contrariété des couleurs : ces armes sont fautives (argent sur or). Le statut officiel du blason reste à déterminer.             |

| Blason de Cours-de-Pile | Blason  | D'azur au soleil d'or, accompagné de deux rochers de sable, ombrés d'argent, mouvant d'une rivière du même en pointe. |
| Blason de Cours-de-Pile | Détails | Le statut officiel du blason reste à déterminer.                                                                      |

| Blason de Coursac | Blason  | D'azur à trois étoiles d'or mal ordonnées, à deux épis de blé du même mis en pal, l'un à senestre, l'autre à dextre de l'étoile en chef. |
| Blason de Coursac | Détails | Le statut officiel du blason reste à déterminer.                                                                                         |

| Blason de Coutures | Blason  | De gueules à trois canettes de tisserand d’argent posées en pal ; au chef d’or chargé d’un taureau bondissant du champ. |
| Blason de Coutures | Détails | Armes parlantes (canettes de tisserands). Le statut officiel du blason reste à déterminer.                              |

| Blason de Coux-et-Bigaroque | Blason  | D'argent à la barre de sinople chargée des inscriptions du champ «D'AISSI E D'ALAY» et «D'ANTAN O DONMAN», accompagnée en chef d'une croix cléchée et pommetée de douze pièces d'or, remplie de gueules et, en pointe, d'une noix d'or, d'une branche de sinople et d'une barque de sable sur des ondes alésées d'azur, le tout rangé en barre. Devise / Cri'D'aicí e d'alai, d'antan a donman, signifie en occitan "D'ici à là, d'autrefois à demain". |
| Blason de Coux-et-Bigaroque | Détails | * Il y a là non-respect de la règle de contrariété des couleurs : ces armes sont fautives (or sur argent). Le statut officiel du blason reste à déterminer. |

Pas d'information pour les communes suivantes : Calès (Dordogne), Calviac-en-Périgord, Capdrot, La Cassagne, Castelnaud-la-Chapelle, Celles (Dordogne), Cendrieux, Cercles, Chalagnac, Chalais (Dordogne), Champeaux-et-la-Chapelle-Pommier, Champniers-et-Reilhac, Chancelade, Le Change, La Chapelle-Aubareil, La Chapelle-Faucher, La Chapelle-Gonaguet, La Chapelle-Montabourlet, La Chapelle-Montmoreau, La Chapelle-Saint-Jean, Châtres (Dordogne), Chavagnac (Dordogne), Chenaud, Cherveix-Cubas, Chourgnac, Cladech, Clermont-d'Excideuil, Clermont-de-Beauregard, Colombier (Dordogne), Coly-Saint-Amand, Comberanche-et-Épeluche, Condat-sur-Trincou, Connezac, Corgnac-sur-l'Isle, Cornille (Dordogne), Les Coteaux Périgourdins, Coubjours, Coulaures, Coulounieix-Chamiers, Couze-et-Saint-Front, Coux et Bigaroque-Mouzens, Creyssac, Creysse (Dordogne), Creyssensac-et-Pissot, Cubjac-Auvézère-Val d'Ans, Cunèges

La commune de Cantillac a été rattachée dans la commune nouvelle de Brantôme en Périgord;en 2019
- Haut – A
- B
- C
- D
- E
- F
- G
- H
- I
- J
- K
- L
- M
- N
- O
- P
- Q
- R
- S
- T
- U
- V
- W
- X
- Y
- Z

## D
| Blason de Daglan | Blason  | D’azur à la tierce en barre d’or accompagnée, en chef, de trois glands du même et en pointe, d’une grappe de raisin aussi d’or tigée et feuillée d’argent |
| Blason de Daglan | Détails | Armes parlantes (glands). Le statut officiel du blason reste à déterminer.                                                                                |

| Blason de Doissat | Blason  | Écartelé : au 1) de sinople à l'inscription DOYSSAC en lettres capitales d'argent accompagnée de trois écus de gueules chargés, le premier d'un lion léopardé d'or, le second de trois lionceaux d'or, le troisième d'une croix cléchée vidée et pommetée de douze pièces d'or ; au 2) d'argent à l'écusson de pourpre chargé de deux demi-coquilles de noix, accolées en fasce, celle de dextre avec son cerneau, le tout au naturel, l'écusson surmonté d'une couronne murale de quatre tours du champ maçonnée de sable, et soutenu des inscriptions LA NOIX et ET LE NOYER en lettres capitales de sable, l'une au-dessus de l'autre ; au 3) d'argent à l'écusson d'azur au chevron d'or accompagné de trois étoiles du même ; au 4) de sinople à l'écusson d'or au lion de gueules. |
| Blason de Doissat | Détails | Sur le site de la commune depuis au moins 2022. |

| Blason de Domme | Blason  | D'azur au château ouvert et ajouré du champ, donjonné de trois tours, la tour du milieu plus haute que les autres, le tout d'argent maçonné de sable, accosté de six fleurs de lys d'or mises en pal, soutenu par trois tonneaux de même posés de front et accolés 1 et 2. |
| Blason de Domme | Détails | Le statut officiel du blason reste à déterminer. |

| Blason de Douville | Blason  | D'or à trois aigles de sable au vol abaissé et rangées en fasce; au chef de gueules chargé d'une croix de Malte d'argent accostée de deux croisettes du même. |
| Blason de Douville | Détails | Le statut officiel du blason reste à déterminer. |

| Blason de Douze (La) | Blason  | D'azur à la tour d'argent, ouverte et maçonnée de sable, adextrée d'une fleur de lis et senestrée d'une crosse, le tout d'or, et soutenue d'une rivière du second. |
| Blason de Douze (La) | Détails | Le statut officiel du blason reste à déterminer. |

| Blason de Douzillac | Blason  | D'azur à la fasce d'argent accompagnée en chef de deux aigles d'or et en pointe d'un lion du même ; à la bordure d'or chargée de six tourteaux de sinople, chacun surchargé d'une tierce d'argent et ordonnés 1, 2, 2 et 1. |
| Blason de Douzillac | Détails | Le statut officiel du blason reste à déterminer. |

Pas d'information pour les communes suivantes : La Dornac, Douchapt, Dussac
- Haut – A
- B
- C
- D
- E
- F
- G
- H
- I
- J
- K
- L
- M
- N
- O
- P
- Q
- R
- S
- T
- U
- V
- W
- X
- Y
- Z

## E
| Blason de Échourgnac | Blason  | De sinople à l'écusson d'azur* à trois bandes d'or, accosté de deux bâtons de prieur d'or; au chef d'azur* chargé d'un croissant d'argent accosté de deux étoiles d'or. |
| Blason de Échourgnac | Détails | * Il y a là non-respect de la règle de contrariété des couleurs : ces armes sont fautives (azur sur sinople). Le statut officiel du blason reste à déterminer.          |

| Blason de Église-Neuve-d'Issac | Blason  | D’or à la tête d’ours arrachée de gueules, au chef du même chargé d’une croisette cléchée, vidée et pommetée de douze pièces du champ |
| Blason de Église-Neuve-d'Issac | Détails | Le statut officiel du blason reste à déterminer.                                                                                      |

| Blason de Excideuil | Blason  | De gueules à la tour d'argent, ouverte, ajourée et maçonnée de sable.                |
| Blason de Excideuil | Détails | Le statut officiel du blason reste à déterminer.                                     |
| Blason de Excideuil | Alias   | De sinople au château d'or maçonné de sable, ouvert du champ, la herse d'or baissée. |

| Blason de Eygurande-et-Gardedeuil | Blason  | Écartelé : aux 1er et 4e de gueules au chevron d'argent chargé en chef d'une croisette du champ et accompagné de trois quintefeuilles d'or, aux 2e et 3e d'or à trois trèfles de sinople. Devise / Cri1099 – Ayguiranda - Gardadel – 2003 |
| Blason de Eygurande-et-Gardedeuil | Détails | Écartèle les armes de Pierre Villegente, curé d'Eygurande en 1696 et celles d'Henry de Fronsac, seigneur de Gardedeuil en 1696. Création de Jean-René Bousquet adoptée le 29 août 2003.                                                   |

| Blason de Eymet | Blason  | Écartelé au 1er et 4e d'or à trois pals de gueules, au 2e et 3e du champ à deux vaches du second passant l'une sur l'autre. |
| Blason de Eymet | Détails | Le statut officiel du blason reste à déterminer.                                                                            |

| Blason de Les Eyzies-de-Tayac-Sireuil | Blason  | De gueules à un portail d'église fortifiée (celle de Tayac), accostée de deux statues affrontées (à dextre, la Vénus de Sireuil et à senestre l'Homme Primitif des Eyzies) le tout d'argent ; à la champagne ondée d'azur* chargée de deux fasces ondées d'or. |
| Blason de Les Eyzies-de-Tayac-Sireuil | Détails | * Il y a là non-respect de la règle de contrariété des couleurs : ces armes sont fautives (azur sur gueules). Création C. Buty G. Bochet, adoption en 2015. |

Pas d'information pour les communes suivantes : Église-Neuve-de-Vergt, Escoire, Étouars, Eyliac, Eyzerac, Eyraud-Crempse-Maurens, Les Eyzies

La commune de Eyvirat a été rattachée dans la commune nouvelle de Brantôme en Périgord;en 2019
- Haut – A
- B
- C
- D
- E
- F
- G
- H
- I
- J
- K
- L
- M
- N
- O
- P
- Q
- R
- S
- T
- U
- V
- W
- X
- Y
- Z

## F
| Blason de Festalemps | Blason  | De gueules à saint Martin à cheval partageant son manteau avec un mendiant, le tout d'argent ; au chef cousu* d'azur chargé de trois croisettes d'argent.                                                  |
| Blason de Festalemps | Détails | * Ces armes emploient le terme « cousu » dans le seul but de contrevenir à la règle de contrariété des couleurs : elles sont fautives (azur sur gueules). Le statut officiel du blason reste à déterminer. |

| Blason de Fleix (Le) | Blason  | Écartelé d'or aux 1er et 4e à une croix de sable chargée de cinq coquilles d'argent, aux 2e et 3e de sinople à un chevron diminué d'argent, surmonté d'un pont à quatre arches du même. |
| Blason de Fleix (Le) | Détails | Le statut officiel du blason reste à déterminer. |

| Blason de Fleurac | Blason  | D'azur à trois têtes de griffon d'argent.        |
| Blason de Fleurac | Détails | Le statut officiel du blason reste à déterminer. |

| Blason de La Force (Dordogne) | Blason  | D'azur à trois léopards couronnés d'or l’un sur l’autre. |
| Blason de La Force (Dordogne) | Détails | Le statut officiel du blason reste à déterminer.         |

| Blason de Fougueyrolles | Blason  | Écartelé aux 1er et 4e de gueules au lion d'or, aux 2e et 3e d'argent à deux feuilles de fougère de sinople ; le tout enfermé dans une bordure de pourpre. |
| Blason de Fougueyrolles | Détails | Armes parlantes (feuilles de fougères). Le statut officiel du blason reste à déterminer.                                                                   |

| Blason de Fraisse | Blason  | De sinople à un arbre d'or, au chef cousu de gueules chargé d'une croix de Malte d'argent.                                                         |
| Blason de Fraisse | Détails | * Il y a là non-respect de la règle de contrariété des couleurs : ces armes sont fautives (gueules sur sinople). Officiel créées le 18 mars 2003,. |

Pas d'information pour les communes suivantes : Fanlac, Les Farges, Faurilles, Faux-en-Périgord, La Feuillade, Firbeix, Flaugeac, Florimont-Gaumier, Fonroque, Fossemagne, Fouleix
- Haut – A
- B
- C
- D
- E
- F
- G
- H
- I
- J
- K
- L
- M
- N
- O
- P
- Q
- R
- S
- T
- U
- V
- W
- X
- Y
- Z

## G
| Blason de Gageac-et-Rouillac | Blason  | Parti : au 1er d'azur à un cep de vigne de tenné, feuillé de sinople, fruité d'or et tuteuré de sable, au 2d d'argent à un lion de gueules. |
| Blason de Gageac-et-Rouillac | Détails | Adopté le 4 août 2021. |

| Blason de Gardonne | Blason  | Parti d'azur à la tour d'or, maçonnée de sable et ouverte de gueules ; et de sinople à la barque d'argent en chef et au gardon du même posé en pal en pointe. |
| Blason de Gardonne | Détails | Armes parlantes ( gardon). Le statut officiel du blason reste à déterminer.                                                                                   |

| Blason de Génis | Blason  | D'azur à une bande d'argent chargée de trois tourteaux de gueules. |
| Blason de Génis | Détails | Statut officiel, blason présent sur le site de la commune.         |

| Blason de Ginestet | Blason  | D’argent au genêt arraché de sinople fleuri d’or, au chef d’azur à la coquille du champ |
| Blason de Ginestet | Détails | Armes parlantes (genêt). Le statut officiel du blason reste à déterminer.               |

| Blason de Grignols | Blason  | De gueules à trois lions d’or, couronnés, armés et lampassés d'azur; à la bordure écartelée d’or et d’azur. |
| Blason de Grignols | Détails | Le statut officiel du blason reste à déterminer.                                                            |

| Blason de Groléjac | Blason  | D’argent au chevron d’azur accompagné de deux étoiles en chef et d’un lion en pointe, le tout de gueules. |
| Blason de Groléjac | Détails | Le statut officiel du blason reste à déterminer.                                                          |

Pas d'information pour les communes suivantes : Gabillou, Gaugeac, Gout-Rossignol, Grand-Brassac, Granges-d'Ans, Les Graulges, Grèzes (Dordogne), Grives, Grun-Bordas
```
La Gonterie-Boulouneix
, a été intégrée dans la commune nouvelle de Brantôme en Périgord en 2016
```

- Haut – A
- B
- C
- D
- E
- F
- G
- H
- I
- J
- K
- L
- M
- N
- O
- P
- Q
- R
- S
- T
- U
- V
- W
- X
- Y
- Z

## H
| Blason de Hautefort | Blason  | Écartelé : aux 1er et 4e d'azur au lévrier passant d'argent colleté et bouclé du même, aux 2e et 3e d'or à trois forces de sable ; sur le tout, d'argent au château de gueules, ouvert du champ et au chef d'azur chargé de trois fleurs de lys d'or. Devise / Cri'altus et fortis (Haut et fort) |
| Blason de Hautefort | Détails | Armes parlantes (forces). Création de Jean-René Bousquet adoptée en 2003. |
| Blason de Hautefort | Alias   | D'argent au château-fort de gueules, au chef d'azur chargé de trois fleurs de lys d'or. |

Pas d'information pour les communes suivantes : Hautefaye
- Haut – A
- B
- C
- D
- E
- F
- G
- H
- I
- J
- K
- L
- M
- N
- O
- P
- Q
- R
- S
- T
- U
- V
- W
- X
- Y
- Z

## I
| Blason de Issac | Blason  | Parti : au 1er coupé au I d'azur au reliquaire (de sainte Radegonde) d'argent et au II d'azur au pont droit de trois arches d'argent, maçonné de sable, au 2d écartelé d'or et de gueules. |
| Blason de Issac | Détails | Adopté par la municipalité. |

| Blason de Issigeac | Blason  | D'argent à quatre lionceaux de gueules armés, couronnés et lampassés de même, brisés d'un bâton écoté d'azur raccourci et péri en bande. |
| Blason de Issigeac | Détails | Le statut officiel du blason reste à déterminer.                                                                                         |

- Haut – A
- B
- C
- D
- E
- F
- G
- H
- I
- J
- K
- L
- M
- N
- O
- P
- Q
- R
- S
- T
- U
- V
- W
- X
- Y
- Z

## J
| Blason de Jaure | Blason  | Écartelé : aux 1er et 4e de gueules à trois lions couronnés d'or, au 2e et 3e d'or à une croix ancrée de gueules. Devise / Cri1380 – Jaure – 1996            |
| Blason de Jaure | Détails | Écartèle les armes des comtes de Périgord (et de l'actuelle Dordogne) avec celles de la famille d'Aubusson. Le statut officiel du blason reste à déterminer. |

| Blason de Javerlhac-et-la-Chapelle-Saint-Robert | Blason  | D’azur au mouton d’argent                        |
| Blason de Javerlhac-et-la-Chapelle-Saint-Robert | Détails | Le statut officiel du blason reste à déterminer. |

| Blason de Journiac | Blason  | Parti, mi-parti à dextre : au 1er de gueules à trois lions d'or, au 2d coupé au I d'or à la croix cléchée, pommetée de douze pièces d'or* et remplie de gueules, au II d'argent à la bande d'azur accompagnée de six quartefeuilles de gueules ordonnées en orle. |
| Blason de Journiac | Détails | Le statut officiel du blason reste à déterminer. |

| Blason de Jumilhac-le-Grand | Blason  | Coupé, au premier d’azur au château du lieu d’or mouvant du trait de partition, au deuxième parti, au I d’azur à l’église du lieu d’or en perspective, ouverte et ajourée de sable, et au II, d’azur à la lettre capitale cursive J d’or colletée d'une couronne de marquis du même. |
| Blason de Jumilhac-le-Grand | Détails | Officiel, présent sur le site internet de la commune |

Pas d'information pour les communes suivantes : Jayac, La Jemaye-Ponteyraud
- Haut – A
- B
- C
- D
- E
- F
- G
- H
- I
- J
- K
- L
- M
- N
- O
- P
- Q
- R
- S
- T
- U
- V
- W
- X
- Y
- Z

## L
| Blason de Lacropte | Blason  | Coupé : au 1er d'azur à une mitre d'argent, au 2d de sinople à un tourteau de sable* mouvant de la pointe.                                                      |
| Blason de Lacropte | Détails | * Il y a là non-respect de la règle de contrariété des couleurs : ces armes sont fautives (sable sur sinople). Le statut officiel du blason reste à déterminer. |

| Blason de Lalinde | Blason  | De gueules au lion léopardé d'or mouvant d'une forêt terrassée de sinople*, au chef d'azur* chargé d'une croisette d'or accostée de deux fleurs de lys de même.           |
| Blason de Lalinde | Détails | * Il y a là non-respect de la règle de contrariété des couleurs : ces armes sont fautives (sinople et azur sur gueules). Le statut officiel du blason reste à déterminer. |

| Blason de Lamonzie-Montastruc | Blason  | D'argent à la bande d'azur chargée d'un besant d'argent, accompagnée, en chef, d'une épée haute de gueules adextrée d'une étoile du même et, en pointe, d'un renard de gueules les pattes antérieures emportant un oiseau du même ; à la bordure d'azur chargée de huit besants d'argent. Devise / Cri1250 qui ne veut selle, Dieu lui donne bât 1993. |
| Blason de Lamonzie-Montastruc | Détails | Le statut officiel du blason reste à déterminer. |

| Blason de Lamonzie-Saint-Martin | Blason  | Tiercé en pal : au 1er d’azur à trois étoiles d’or rangées en pal, au 2d d'argent à la crosse d'abbé d'azur chargé d'un besant d'argent lui-même chargé d'un losange d'azur surchargé d'un clocher d'argent, le besant bordé d'azur, au 3e de gueules aux trois tours d’argent ouvertes du champ rangées en pal. Devise / CriTrois clochers une voix. |
| Blason de Lamonzie-Saint-Martin | Détails | Le statut officiel du blason reste à déterminer. |

| Blason de Lamothe-Montravel | Blason  | Écartelé, le trait du coupé ondé : au 1er d'or au château donjonné d'une pièce, girouetté et flanqué de deux échauguettes couvertes, le tout d'argent*, ouvert, ajouré et maçonné de sable, au 2e de gueules au léopard d'or armé et lampassé d'azur, au 3e de gueules à deux épées d'argent passées en sautoir, au 4e d'or à la grappe de raisin de pourpre tigée et feuillée au naturel. |
| Blason de Lamothe-Montravel | Détails | * Il y a là non-respect de la règle de contrariété des couleurs : ces armes sont fautives (argent sur or). Création de Jean-François Binon adoptée le 4 septembre 2015. |

| Blason de Lanouaille | Blason  | Parti : au 1er d'azur au chevron d'or accompagné en pointe d'une étoile de même, au chef de gueules chargé de trois étoiles d'or, au 2d, coupé : au 1) d'or à une épée de sable, au 2) de sable au soc de charrue d'or. |
| Blason de Lanouaille | Détails | * Il y a là non-respect de la règle de contrariété des couleurs : ces armes sont fautives (gueules sur azur). Le statut officiel du blason reste à déterminer.                                                          |

| Blason de Lanquais | Blason  | Écartelé d'azur au lion d'or accosté de deux étoiles du même, et d'or au chêne terrassé de sinople, englanté de sable. |
| Blason de Lanquais | Détails | Blason officiel, présent sur la page de Lanquais sur le site du Pays du Grand Bergeracois.                             |

| Blason de Lardin-Saint-Lazare (Le) | Blason  | D'or à l'inscription de gueules « La Cité du Papier » posée en barre et accompagnée en chef d'une représentation stylisée de la ville de pourpre et en pointe d'un rouleau de papier d'argent, la tranche de sable. |
| Blason de Lardin-Saint-Lazare (Le) | Détails | * Il y a là non-respect de la règle de contrariété des couleurs : ces armes sont fautives (argent sur or). Le statut officiel du blason reste à déterminer.                                                         |

| Blason de Lèches (Les) | Blason  | Coupé : au 1er d'argent à la fasce de gueules chargée de neuf besants d'or, accompagnée en chef de trois touffes d'herbe de sinople et en pointe de trois étoiles de gueules, au 2d d'azur au rocher d'or mouvant de la pointe. |
| Blason de Lèches (Les) | Détails | Adopté par la municipalité. |

| Blason de Léguillac-de-Cercles | Blason  | De gueules au bois terrassé de sinople inscrit dans un cercle en filet d’or, au chef du même chargé d’une croisette tréflée du champ |
| Blason de Léguillac-de-Cercles | Détails | Armes parlantes (cercle). Le statut officiel du blason reste à déterminer.                                                           |

| Blason de Lembras | Blason  | De sinople à la tour d'argent maçonnée et ouverte de sable, au chef cousu de gueules* à la croix d'argent.                                                        |
| Blason de Lembras | Détails | * Il y a là non-respect de la règle de contrariété des couleurs : ces armes sont fautives (gueules sur sinople). Le statut officiel du blason reste à déterminer. |

| Blason de Lempzours | Blason  | D’argent à la bande de gueules chargée de trois léopards d’or armés et lampassés d’azur posés à plomb, accompagnée d’une croisette de Malte aussi de gueules en chef et d’une fleur de lys d’azur en pointe. |
| Blason de Lempzours | Détails | Le statut officiel du blason reste à déterminer. |

| Blason de Ligueux | Blason  | Écartelé, au premier de gueules à la tête de crosse d'or, au deuxième d'azur au chêne de sinople englanté d'or, au troisième d'azur à la tour d'argent ouverte et maçonnée de sable, au quatrième de gueules à la chasse du lieu d'or, ajourée de gueules et contenant une relique d'azur. |
| Blason de Ligueux | Détails | * Il y a là non-respect de la règle de contrariété des couleurs : ces armes sont fautives (sinople sur azur). Le statut officiel du blason reste à déterminer. |

| Blason de Limeuil | Blason  | Écartelé : au 1er d'argent à la bande d'azur accompagnée de six roses de gueules ordonnées en orle, au 2e d'argent à la fasce bandée de gueules et d'or, au 3e d'or à la croix de sable cantonnée de quatre corneilles du même, au 4e contre-écartelé aux I et IV d'azur semé de fleurs de lys d'or, à la tour donjonnée de trois pièces d'argent, maçonnée de sable et aux II et III coticé d'or et de gueules en nombre ; sur le tout, de sinople à un arbre coupé d'argent. |
| Blason de Limeuil | Détails | Le blason reprend, dans l'ordre, les armes des familles suivantes : (Roger) de Beaufort ; de Pons ; de Galard de Limeuil et de La Tour de Turenne. L'arbre présent sur l'écusson pourrait être un orme qui renverrait à la formation toponymique de Limeuil : la « clairière aux ormes ». Le statut officiel du blason reste à déterminer. |

| Blason de Limeyrat | Blason  | D'azur à trois serpents volants d'or posés en pal. |
| Blason de Limeyrat | Détails | Le statut officiel du blason reste à déterminer.   |

| Blason de Lisle | Blason  | Écartelé : au 1er d'azur au château donjonné de trois tours d'argent, celle du milieu plus haute, ajouré et maçonné de sable, terrassé de sinople et accompagné de six fleurs de lis d'or, deux en chef et deux sur chaque flanc, au 2e de gueules à trois pointes flammées d'or, au 3e de gueules à deux pattes de griffon d'argent rangées en pal, au 4e d'azur à deux tours couvertes et girouettées d'argent, ouvertes et maçonnées de sable, jointes par un entre-mur d'argent, ouvert du champ et maçonné de sable ; à la fasce d'argent, chargée de deux sources jaillissantes de six jets d'azur, brochant sur la partition ; sur le tout, de gueules à la cloche d'or. |
| Blason de Lisle | Détails | Le statut officiel du blason reste à déterminer. |

| Blason de Lolme | Blason  | D'azur à un lion d'or ; au chef d'argent chargé de trois tourteaux de gueules. |
| Blason de Lolme | Détails | Le statut officiel du blason reste à déterminer.                               |

| Blason de Lusignac | Blason  | D'azur à la fasce d'or chargée de deux pals de gueules, accompagnée de deux loups d'or.                                                 |
| Blason de Lusignac | Détails | Armes de la famille de la Porte (ou de la Porte-aux-Loups), anciens seigneurs du lieu. Le statut officiel du blason reste à déterminer. |

Pas d'information pour les communes suivantes :  Larzac (Dordogne), Lavalade, Lavaur (Dordogne), Léguillac-de-l'Auche, Liorac-sur-Louyre, Loubejac, Lunas (Dordogne), Lussas-et-Nontronneau
- Haut – A
- B
- C
- D
- E
- F
- G
- H
- I
- J
- K
- L
- M
- N
- O
- P
- Q
- R
- S
- T
- U
- V
- W
- X
- Y
- Z

## M
| Blason de Mareuil | Blason  | De gueules au chef d'argent au lion d'azur armé, lampassé et couronné d'or brochant sur le tout. |
| Blason de Mareuil | Détails | Ces armes ne sont pas fautives, elles répondent à l'exception liée à la conception puisque la charge broche sur une partition comportant au moins un métal et un émail (règle de contrariété des couleurs). |

| Blason de Marnac | Blason  | Coupé : parti d'or à l'ammonite de sable et de gueules à trois lionceaux à la queue fourchue et passée en sautoir d'or ; et d'azur à la tierce ondée alésée d'argent ; à la croisette cléchée et pommetée de douze pièces d'or, remplie de gueules et brochant en abîme sur la partition ; le tout sommé d'un comble d'argent chargé de l'inscription « MARNAC » de sable. |
| Blason de Marnac | Détails | Le statut officiel du blason reste à déterminer. |

| Blason de Marquay | Blason  | Mi-parti à dextre mi-coupé à senestre : au 1 de gueules à trois lionceaux d'or armés, lampassés et couronnés d'azur, au 2 de sinople à deux clés d'argent passées en sautoir, les anneaux liés par une chaîne du même, au 3 d'argent à une feuille de chêne de sinople posée en barre. |
| Blason de Marquay | Détails | Créé par JF Binon. Adopté le 11 septembre 2023. |

| Blason de Marsaneix | Blason  | D'azur à trois fleurs de lis d'argent, à la bande d'or brochante. |
| Blason de Marsaneix | Détails | Le statut officiel du blason reste à déterminer.                  |

| Blason de Mauzac-et-Grand-Castang | Blason  | Coupé, au premier parti au I d’or au châtaignier de sinople fruité de douze pièces et au II de sinople à l’église de Rozan d’or, au second d’azur à la barque à voile carrée d’argent.                                                     |
| Blason de Mauzac-et-Grand-Castang | Détails | Le châtaignier représente la paroisse de Grand Castang, l'église celle de Saint-Meyme-de-Rozens et la barque celle de Mauzac. Statut officiel, blason présent sur la page de Mauzac-et-Grand-Castang du site du Pays du Grand Bergeracois. |

| Blason de Mauzens-et-Miremont | Blason  | Écartelé en sautoir : au 1er de sinople au clocher peigne d'argent, maçonné de sable à trois ouvertures coupées du champ et de sable à trois cloches d'argent chargeant le sable, au 2e de gueules à la croix cléchée, vidée et pommetée de douze pièces d'or, au 3e de gueules au lion couronné d'or, au 4e de sinople à la tour d'argent ouverte et maçonnée de sable. |
| Blason de Mauzens-et-Miremont | Détails | Le statut officiel du blason reste à déterminer. |

| Blason de Meyrals | Blason  | Écartelé : au 1er d'argent à la hache d'armes de sable posée en bande, emmanchée d'or, les extrémités du manche de gueules, au 2e de gueules à la cabane de pierres sèches d'or, couverte d'argent, au 3e de gueules au château du lieu (château de la Roque des Péagers) d'or essoré d'argent et ajouré de sable, au 4e d'argent à la représentation préhistorique de mammouth de sable ; à la croix cléchée pommetée de douze pièces d'or, remplie de gueules brochant en abîme sur la partition. |
| Blason de Meyrals | Détails | Le statut officiel du blason reste à déterminer. |

| Blason de Mialet | Blason  | D’azur aux deux chevrons d’or accompagnés de trois pins de sinople*                                                                                            |
| Blason de Mialet | Détails | * Il y a là non-respect de la règle de contrariété des couleurs : ces armes sont fautives (sinople sur azur). Le statut officiel du blason reste à déterminer. |

| Blason de Milhac-d'Auberoche | Blason  | De gueules au lion d'or ; au chef cousu d'azur chargé de trois fleurs de lys d'or. |
| Blason de Milhac-d'Auberoche | Détails | Le statut officiel du blason reste à déterminer.                                   |

| Blason de Minzac | Blason  | De gueules à la barre d'argent chargée de trois feuilles de vigne de sinople posées à plomb. |
| Blason de Minzac | Détails | Le statut officiel du blason reste à déterminer.                                             |

| Blason de Molières | Blason  | Écartelé : au 1er de gueules à un léopard d'or, armé et lampassé d'azur, au 2e d'or à une tour carrée d'argent, couverte de gueules, mise en perspective, ouverte de deux arcades ogivales d'azur et ajourée de sable, au 3e d'or à une croix de sable, au 4e de gueules à un bouquet de trois épis de blé d'argent mouvant du trou d'une meule du même. |
| Blason de Molières | Détails | Armes parlantes (trou de meule). * Il y a là non-respect de la règle de contrariété des couleurs : ces armes sont fautives (argent sur or). Le statut officiel du blason reste à déterminer. |

| Blason de Monbazillac | Blason  | De gueules à deux tours d'argent accompagnées en chef d'une fleur de lys d'or. |
| Blason de Monbazillac | Détails | Le statut officiel du blason reste à déterminer.                               |

| Blason de Monbos | Blason  | D'azur à deux clefs d'or passées en sautoir.                                                                              |
| Blason de Monbos | Détails | Les clefs sont l'attribut de saint Pierre, patron de la paroisse locale. Le statut officiel du blason reste à déterminer. |

| Blason de Monestier | Blason  | Écartelé : au 1er d'azur à la grue avec sa vigilance d'argent, au 2e de gueules à trois léopards d'or l'un sur l'autre, au 3e de gueules à trois croisettes latines mal ordonnées d'argent, au 4e d'azur au chevron d'or accompagné de trois gerbes de blé du même. |
| Blason de Monestier | Détails | Le statut officiel du blason reste à déterminer. |

| Blason de Monpazier | Blason  | De gueules au château de trois tours d'argent ouvert, ajouré et maçonné de sable, posé sur un mont de sinople.                                                    |
| Blason de Monpazier | Détails | * Il y a là non-respect de la règle de contrariété des couleurs : ces armes sont fautives (sinople sur gueules). Le statut officiel du blason reste à déterminer. |

| Blason de Monplaisant | Blason  | De sinople à une tour d'or, ajourée de sable, couverte de gueules, avec son avant-mur senestre d'or ouvert de sable, en chef à dextre; à une tour d'or, ajourée de sable, couverte de gueules, avec son avant-mur dextre d'or ouvert de sable, en chef à senestre; et à une maison haute d'or, essorée de gueules, ouverte de sable et ajourée sous le toit, de deux fenêtres de sable bordées du champ, elles-mêmes soutenues d'une burelle de gueules chargeant ladite maison; le tout bordé d'azur en flancs et en pointe. |
| Blason de Monplaisant | Détails | * Il y a là non-respect de la règle de contrariété des couleurs : ces armes sont fautives (azur sur sinople). Le statut officiel du blason reste à déterminer. |

| Blason de Monsac | Blason  | Divisé en chevron : au 1er de gueules à deux lions affrontés d'or, armés, lampassés et couronnés d'azur, au 2d d'or à trois fleurs de lys d'azur mal ordonnées. |
| Blason de Monsac | Détails | Le statut officiel du blason reste à déterminer. |

| Blason de Montagnac-d'Auberoche | Blason  | De gueules au chevron d'or accompagné en chef dextre d'une croisette ancrée d'argent, en chef senestre d'un faucon du même, becqué, armé et couronné d'or et en pointe d'un lion couronné du même. |
| Blason de Montagnac-d'Auberoche | Détails | Le statut officiel du blason reste à déterminer. |

| Blason de Montagrier | Blason  | Parti, au 1er, de gueules à la muraille crénelée et donjonnée d'argent maçonnée de sable, ouverte et ajourée du champ, la herse baissée, sur une terrasse de sinople au chemin aussi d'argent menant de la porte au canton dextre de la pointe, le tout surmonté d'une colombe de même portant dans son bec une branche d'olivier de sinople, au 2nd, de sable au bouquet de trois épis de blé feuillé d'or sur une terrasse de sinople et surmonté d'une étoile d'or. |
| Blason de Montagrier | Détails | * Il y a là non-respect de la règle de contrariété des couleurs : ces armes sont fautives (sinople sur sable). Le statut officiel du blason reste à déterminer. |

| Blason de Montaut | Blason  | D'or au mont de trois coupeaux de sinople, au chef d'azur chargé d'une anille d'argent. |
| Blason de Montaut | Détails | Le statut officiel du blason reste à déterminer.                                        |

| Blason de Montferrand-du-Périgord | Blason  | Parti : au premier d’argent à la bande ondée d’azur chargée de trois anilles du champ posées à plomb, au deuxième de gueules à la tour d’argent ouverte, ajourée et maçonnée de sable, posée sur un mont du même mouvant de la pointe. |
| Blason de Montferrand-du-Périgord | Détails | * Il y a là non-respect de la règle de contrariété des couleurs : ces armes sont fautives (sable sur gueules). Le statut officiel du blason reste à déterminer.                                                                        |

| Blason de Montignac | Blason  | De gueules à trois lionceaux couronnés d'or. Devise / CriRe que diou |
| Blason de Montignac | Détails | Le statut officiel du blason reste à déterminer.                     |

| Blason de Montpeyroux | Blason  | Écartelé : au 1) d’azur à la tour donjonnée d’or maçonnée de sable, au 2) de gueules aux trois fasces d’argent, au 3) de gueules au lion d’argent au 4) d’azur à la rose d’argent ; sur le tout d’azur semé de trèfles d’or à la patte de lion arrachée du même armée de gueules brochant en fasce sur le tout. |
| Blason de Montpeyroux | Détails | Le statut officiel du blason reste à déterminer. |

| Blason de Montpon-Ménestérol | Blason  | Écartelé, au 1er de France ancien, au 2d de gueules à la herse sarrasine d'argent et au chef d'azur chargé de trois fleurs de lis d'or, au 3e de gueules à trois lionceaux couronnés d'or, au 4e contre-écartelé au 1) et 4) d'or à trois pals de gueules, au 2) et 3) d'or à deux vaches de gueules passant l'une sous l'autre ; sur le tout d'azur au paon rouant d'argent sur un mont de sinople. |
| Blason de Montpon-Ménestérol | Détails | Armes parlantes (mont et paon). Le statut officiel du blason reste à déterminer. |

| Blason de Mouleydier | Blason  | De gueules à deux besants d'or en pal. Ornements extérieursCroix de guerre 1939-1945 |
| Blason de Mouleydier | Détails | Officiel, présent sur le site internet de la commune.                                |

| Blason de Moulin-Neuf | Blason  | De sinople à la fasce ondée d’argent accompagnée de quatre fers de moulin d’or, deux en chef et deux en pointe. |
| Blason de Moulin-Neuf | Détails | Armes parlantes (fers de moulin). Le statut officiel du blason reste à déterminer.                              |

| Blason de Mouzens | Blason  | Écartelé: aux 1er et 4e d'argent au lion de sable, armé, lampassé, couronné et la houppe de la queue de gueules et à la bordure d'azur chargée de huit besants d'or, aux 2e et 3e de gueules au casque wisigoth d'argent soutenu de deux burelles ondées du même. |
| Blason de Mouzens | Détails | Le statut officiel du blason reste à déterminer. |

| Blason de Mussidan | Blason  | D'azur à saint Georges monté sur un cheval terrassant un dragon couché, le tout d'or. |
| Blason de Mussidan | Détails | Le statut officiel du blason reste à déterminer.                                      |

Pas d'information pour les communes suivantes : Manaurie, Manzac-sur-Vern, Marcillac-Saint-Quentin, Marsac-sur-l'Isle, Marsalès, Mayac, Mazeyrolles, Ménesplet, Mensignac, Mescoules, Milhac-de-Nontron, Monfaucon (Dordogne), Monmadalès, Monmarvès, Monsaguel, Monsec, Montagnac-la-Crempse, Montazeau, Montcaret, Montrem
- Haut – A
- B
- C
- D
- E
- F
- G
- H
- I
- J
- K
- L
- M
- N
- O
- P
- Q
- R
- S
- T
- U
- V
- W
- X
- Y
- Z

## N
| Blason de Nabirat | Blason  | D'or à un sanglier de gueules, au chef d'azur chargé d'un croissant d'argent accosté de deux étoiles d'or. |
| Blason de Nabirat | Détails | Le statut officiel du blason reste à déterminer.                                                           |

| Blason de Nadaillac | Blason  | D'azur à l'épée d'argent accostée de deux lions affrontés d'or ; au chef d'or chargé d'une étoile d'azur. Devise / Cri1099 - Nadaillac - 2004 |
| Blason de Nadaillac | Détails | L'épée est celle des armes de la famille Esclafer de Laforce, les lions sont ceux présents sur le linteau de porte d'une maison de la rue Noire et l'étoile de Noël renvoie au nom de la commune : le « domaine de Noël » (ou Natalius en gallo-roman, Nadal en occitan). Création de Jean-René Bousquet adoptée en 2004. |

| Blason de Nantheuil | Blason  | D'or à l'arbre de sinople; chaussé du même.      |
| Blason de Nantheuil | Détails | Le statut officiel du blason reste à déterminer. |

| Blason de Négrondes | Blason  | D’or à trois fasces ondées de sable.             |
| Blason de Négrondes | Détails | Le statut officiel du blason reste à déterminer. |

| Blason de Neuvic | Blason  | Parti : au 1er d'azur à trois ruches d'argent, au 2e d'azur au lion d'or, armé, lampassé et couronné de gueules. |
| Blason de Neuvic | Détails | Le statut officiel du blason reste à déterminer.                                                                 |

| Blason de Nontron | Blason  | D'azur à la tour d'argent maçonnée de sable, accostée de deux fleurs de lys d'or. |
| Blason de Nontron | Détails | Le statut officiel du blason reste à déterminer.                                  |

Pas d'information pour les communes suivantes : Nailhac, Nanteuil-Auriac-de-Bourzac, Nanthiat, Nastringues, Naussannes, Nojals-et-Clotte, Notre-Dame-de-Sanilhac
- Haut – A
- B
- C
- D
- E
- F
- G
- H
- I
- J
- K
- L
- M
- N
- O
- P
- Q
- R
- S
- T
- U
- V
- W
- X
- Y
- Z

## O
| Blason de Orliaguet | Blason  | D'argent au lion de sable, couronné, allumé, armé et lampassé de gueules ; à l'orle de sinople. |
| Blason de Orliaguet | Détails | Armes parlantes ( orle). Le statut officiel du blason reste à déterminer.                       |

Pas d'information pour la commune suivante : Orliac
- Haut – A
- B
- C
- D
- E
- F
- G
- H
- I
- J
- K
- L
- M
- N
- O
- P
- Q
- R
- S
- T
- U
- V
- W
- X
- Y
- Z

## P
| Blason de Parcoul | Blason  | D’azur au château d’argent donjonné de trois tours, celle du milieu plus haute, accompagné de six fleurs de lis, deux surmontant les petites tours et deux rangées en pal sur chaque flanc, le corps du château chargé d’une rampe crénelée posée en barre aboutissant à senestre de la tour latérale et mouvant d’une terrasse de cinq coupeaux de sinople sur laquelle est posé le château. |
| Blason de Parcoul | Détails | Le statut officiel du blason reste à déterminer. |

| Blason de Paunat | Blason  | D'azur à l'arbre au naturel, au pèlerin de Saint-Jacques d'or, coiffé et chaussé de gueules, tenant son bâton du même, brochant sur le tout. |
| Blason de Paunat | Détails | Le statut officiel du blason reste à déterminer.                                                                                             |

| Blason de Payzac | Blason  | De gueules à la croix aiguisée d'argent, cantonnée de quatre fleurs-de-lys d'or. |
| Blason de Payzac | Détails | Le statut officiel du blason reste à déterminer.                                 |

| Blason de Pazayac | Blason  | Écartelé, aux premier et quatrième d'argent à l'arbre de sinople, fûté de sable, fruité de trois pièces mal ordonnées de gueules et surmonté de deux étoiles du même, au deuxième d'azur au château du lieu de deux tours couvertes d'argent, maçonné de sable, au troisième de sinople à trois fasces d'argent, la première fasce de sinople frettée d'argent. |
| Blason de Pazayac | Détails | Officiel, blason présent sur le site internet de la commune. |

| Blason de Périgueux | Blason  | De gueules au château de trois tours d'argent maçonnées de sable, les tours extérieures couvertes et pavillonnées, la tour centrale surmontée d'une fleur de lys d'or. |
| Blason de Périgueux | Détails | Le statut officiel du blason reste à déterminer. |
| Blason de Périgueux | Alias   | Écartelé : aux 1 et 4, de gueules, à deux tours couvertes et girouettées, jointes par un entremur donjonné et crénelé, avec porte à la herse abaissée, le tout maçonné de sable posé sur une champagne de sinople ; entre les deux tours, au-dessus du donjon, une fleur de lys d'or, qui est de PÉRIGUEUX ; aux 2 et 3, d'or, à l'aigle antique de sable au vol abaissé, qui est de la CITÉ. |

| Blason de Petit-Bersac | Blason  | De gueules flanqué en pal à dextre d’argent, à la rivière d’azur mouvant de la pointe brochant sur laquelle est posé un pont de trois arches mouvant du flanc dextre, ne laissant ainsi apparaître que les deux arches senestres, prolongé jusqu’au flanc senestre d’un empierrement, le tout d’or maçonné de sable, sommé d’une colonne aussi d’argent, la base et le chapiteau aussi d’or, le pont surmonté, sur le champ de gueules, de trois lionceaux d’or armés, lampassés et couronnés d’azur |
| Blason de Petit-Bersac | Détails | Le statut officiel du blason reste à déterminer. |

| Blason de Peyrignac | Blason  | Mi-parti, au premier de gueules au château du lieu d'argent, accosté de deux lions affrontés d'or et entouré de dix étoiles du même en cercle, au deuxième d'azur à la gerbe de blé d'or accompagnée de quatre étoiles du même deux à chaque flanc et au chef fascé d'azur et d'argent. |
| Blason de Peyrignac | Détails | Officiel, blason présent sur le bulletin municipal de la commune. |

| Blason de Peyrillac-et-Millac | Blason  | De sinople chapé d'or.                           |
| Blason de Peyrillac-et-Millac | Détails | Le statut officiel du blason reste à déterminer. |

| Blason de Piégut-Pluviers | Blason  | D’azur aux trois tours d’argent ouvertes et maçonnées de sable, à l’orle en filet de gueules*. |
| Blason de Piégut-Pluviers | Détails | * Il y a là non-respect de la règle de contrariété des couleurs : ces armes sont fautives (gueules sur azur). Différences entre dessin et blasonnement : les tours sont dessinées ajourée de sable, ce qui n'est pas dit. Le statut officiel du blason reste à déterminer. |

| Blason de Pizou (Le) | Blason  | Parti, au premier d’or coupé au I à trois pals de gueules et au II à deux vaches de gueules accornées, onglées et clarinées d'azur, passant l’une au-dessus de l’autre, au second au tiercé en bande d'or, de gueules et d'argent. |
| Blason de Pizou (Le) | Détails | Officiel, blason présent sur le site internet de la commune. |

| Blason de Plazac | Blason  | Coupé, au premier de gueules parti à l'église fortifiée d'or ouverte du champ et aux trois lionceaux couronnés de même et rangés en bande, au deuxième d'azur à deux fûts de canon en sautoir accompagnés à dextre d'une fleur de lys et à senestre, d'une crosse épiscopale, le tout d'or. |
| Blason de Plazac | Détails | Officiel, blason présent sur le site internet de la commune. |

| Blason de Pomport | Blason  | Parti de gueules et d'or, au clocher donjon du lieu, mouvant de la pointe et accompagné en chef de deux grappes de raisin de l'un en l'autre. |
| Blason de Pomport | Détails | Le statut officiel du blason reste à déterminer.                                                                                              |

| Blason de Ponteyraud | Blason  | D'azur au pont d'argent en dos d'âne maçonné de sable sur une rivière d'argent, surmonté d'un cœur de gueules lui-même surmonté d'un soleil d'or.                                                                                        |
| Blason de Ponteyraud | Détails | * Il y a là non-respect de la règle de contrariété des couleurs : ces armes sont fautives (gueules sur azur). Commune fusionnée en 2017 sous le nom de La Jemaye-Ponteyraud Officiel, blason présent sur un site internet de la commune. |

| Blason de Pontours | Blason  | Coupé : au 1er d'azur à un pont d'argent, maçonné de sable, mouvant de la partition, au 2d parti au I de sable à une tour d'argent maçonnée du champ et au II de gueules à un lion couronné d'or. |
| Blason de Pontours | Détails | Armes parlantes. Le statut officiel du blason reste à déterminer. |

| Blason de Port-Sainte-Foy-et-Ponchapt | Blason  | Écartelé, au premier et au quatrième contre-écartelé au I et au IV de gueules au lion d'or, au II et au III d'argent plain, au deuxième et au troisième d'or à l'aigle de sable. |
| Blason de Port-Sainte-Foy-et-Ponchapt | Détails | Officiel, présent sur le site internet de la commune. |

| Blason de Prats-de-Carlux | Blason  | Parti de gueules et d'or, à deux lions affrontés de l'un en l'autre, tenant une charte de parchemin au naturel, partie, chargée, à dextre, d'un lion de gueules, armé, lampassé et couronné d'or et, à senestre, de cinq filets en fasce de sable, soutenus d'une masse d'armes d'or passée en sautoir avec une épée du même, le tout brochant sur le parti. |
| Blason de Prats-de-Carlux | Détails | Reprend un décor mural présent derrière le retable de l'église. Le statut officiel du blason reste à déterminer. |

| Blason à dessiner | Blason  | De gueules à l'église du lieu d'argent ombrée de sable ouverte et ajourée de sable sur l'argent et ajourée d'or sur le sable, posée sur un filet d'argent en fasce, adextrée du quart d'une vire de trois pièces d'or mouvant du flanc et du filet et en chef d'un lion du même; au chef cousu de sinople chargé d'un sanglier de sable défendu d'or et accosté de deux plantes d'argent, le tout posé sur le trait du chef. |
| Blason à dessiner | Détails | Le statut officiel du blason reste à déterminer. |

| Blason de Pressignac-Vicq | Blason  | Parti : au 1er d'azur à trois besants d'argent, au 2e de gueules à trois roses d’or, l'ensemble des six mis en orle ; sur le tout taillé de sinople et de sable. * Il y a là non-respect de la règle de contrariété des couleurs : ces armes sont fautives (sinople + sable brochant sur azur + gueules). |
| Blason de Pressignac-Vicq | Détails | Le statut officiel du blason reste à déterminer. |

| Blason de Prigonrieux | Blason  | Coupé d'argent et d'azur, à la chausse ployée de sinople brochant sur le tout, au chef d'azur chargé d'une ancre d'argent accostée de deux fers de moulin du même, surmonté d'une trangle aussi de sinople. |
| Blason de Prigonrieux | Détails | * Il y a là non-respect de la règle de contrariété des couleurs : ces armes sont fautives (sinople sur azur). Le statut officiel du blason reste à déterminer.                                              |

| Blason de Puyguilhem | Blason  | Tiercé en bande d'or, de gueules et d'azur. |
| Blason de Puyguilhem | Détails | Armes de la famille de Caumont de Lauzun, dont Antonin Nompar de Caumont, marquis de Puyguilhem (qui lui vaudra son surnom), faisait partie. Le statut officiel du blason reste à déterminer. |

| Blason de Puymangou | Blason  | De gueules à la montagne de trois coupeaux, celui du milieu d'argent et ceux des flancs de sinople, accostée de deux besants d'or et surmontée d'un caducée d'argent. Devise / Cri1083 – Podio mangore - 1996 |
| Blason de Puymangou | Détails | Adopté par la municipalité. |

| Blason de Puyrenier | Blason  | Écartelé d’azur aux trois pommes de pin renversées d’or et d'argent aux trois fasces de gueules et au franc-canton d’argent au roc d’échiquier de gueules |
| Blason de Puyrenier | Détails | Le statut officiel du blason reste à déterminer. |

Pas d'information pour les communes suivantes : Paulin (Dordogne), Paussac-et-Saint-Vivien, Peyzac-le-Moustier, Pezuls, Plaisance (Dordogne), Preyssac-d'Excideuil, Proissans
- Haut – A
- B
- C
- D
- E
- F
- G
- H
- I
- J
- K
- L
- M
- N
- O
- P
- Q
- R
- S
- T
- U
- V
- W
- X
- Y
- Z

## Q
Pas d'information pour les communes suivantes : Queyssac, Quinsac (Dordogne)

## R
| Blason de Razac-sur-l'Isle | Blason  | D'azur à trois aiglettes d'argent rangées en fasce entre deux jumelles du même. |
| Blason de Razac-sur-l'Isle | Détails | Le statut officiel du blason reste à déterminer.                                |

| Blason de Ribagnac | Blason  | Écartelé : d'or à trois épées basses d'azur rangées en fasce, et de gueules à un lion d'or, armé, lampassé et couronné d'azur. |
| Blason de Ribagnac | Détails | sur site Facebook de la commune en 2024.                                                                                       |

| Blason de Ribérac | Blason  | D'or à trois fasces de sinople, au sautoir d'argent chargé d'une étoile d'azur, brochant sur le tout. |
| Blason de Ribérac | Détails | Le statut officiel du blason reste à déterminer.                                                      |

| Blason de Rochebeaucourt-et-Argentine (La) | Blason  | Écartelé : au 1er d’or à trois corneilles de sable becquées et membrées de gueules, aux 2e et 3e losangé d’argent et de gueules, au 4e d’or à deux vaches de gueules accornées, colletées et clarinées d’azur, passant l’une sur l’autre . |
| Blason de Rochebeaucourt-et-Argentine (La) | Détails | Le statut officiel du blason reste à déterminer. |

| Blason de Roche-Chalais (La) | Blason  | Écartelé : aux 1er et 4e d’or à trois fasces de gueules, aux 2e et 3e de gueules à une tour et son avant-mur senestre d’argent, maçonnés de sable. |
| Blason de Roche-Chalais (La) | Détails | Le statut officiel du blason reste à déterminer.                                                                                                   |

| Blason de Roque-Gageac (La) | Blason  | D’azur à la bande d’or grillagée de sable, accompagnée de deux fleurs de lys aussi d’or. |
| Blason de Roque-Gageac (La) | Détails | Le statut officiel du blason reste à déterminer.                                         |

| Blason de Rouffignac-de-Sigoulès | Blason  | Taillé de pourpre à la grappe de raisin d'or, et du même à l'entrée de grotte de sable fermée par une frette d'argent ; au chef bastillé d'azur, chargé d'une épée tournée en fasce d'argent, garnie de gueules et pommetée d'argent, le chef brochant sur le taillé, le tout enfermé dans une filière de sinople. |
| Blason de Rouffignac-de-Sigoulès | Détails | Le statut officiel du blason reste à déterminer. |

| Blason de Rouffignac-Saint-Cernin-de-Reilhac | Blason  | Parti : au 1er de gueules à la tour d'or, ouverte du champ et maçonnée de sable, au 2e de sable au lion d'or ; au chef de gueules chargé de l'inscription «ROUFFIGNAC » en lettre capitales d'argent, soutenue de l'inscription du même « SAINT-CERNIN DE REILHAC » en lettres capitales plus petites, les inscriptions au-dessus d'une champagne de sable*; à l'écusson de gueules chargé de la croix de guerre 1939-1945 appendue en chef, l'écusson brochant sur le chef et la partition. |
| Blason de Rouffignac-Saint-Cernin-de-Reilhac | Détails | * Il y a là non-respect de la règle de contrariété des couleurs : ces armes sont fautives (gueules sur sable). Le statut officiel du blason reste à déterminer. |

Pas d'information pour les communes suivantes : Rampieux, Razac-d'Eymet, Razac-de-Saussignac, Rudeau-Ladosse
- Haut – A
- B
- C
- D
- E
- F
- G
- H
- I
- J
- K
- L
- M
- N
- O
- P
- Q
- R
- S
- T
- U
- V
- W
- X
- Y
- Z

## S
| Blason de Sagelat | Blason  | De sinople à la fasce ondée d’argent accompagnée de trois roues de moulin d’or. |
| Blason de Sagelat | Détails | Le statut officiel du blason reste à déterminer.                                |

| Blason de Saint-Agne | Blason  | D'argent au château de trois tours d'or, au chef de France.                                                                                                 |
| Blason de Saint-Agne | Détails | * Il y a là non-respect de la règle de contrariété des couleurs : ces armes sont fautives (or sur argent). Le statut officiel du blason reste à déterminer. |

| Blason de Saint-Amand-de-Coly | Blason  | D'argent au pal de gueules, à la bordure crénelée du même. |
| Blason de Saint-Amand-de-Coly | Détails | Le statut officiel du blason reste à déterminer.           |

| Blason de Saint-Amand-de-Vergt | Blason  | Taillé : d'or à un chêne arraché de sinople englanté du champ, et d'azur à une mitre d'argent. |
| Blason de Saint-Amand-de-Vergt | Détails | Le statut officiel du blason reste à déterminer.                                               |

| Blason de Saint-André-d'Allas | Blason  | De gueules à la cabane de pierre d'azur* et ouverte du champ, au chef d'azur* chargé d'un sautoir réduit de gueules*.                                                              |
| Blason de Saint-André-d'Allas | Détails | * Il y a là non-respect de la règle de contrariété des couleurs : ces armes sont fautives (azur sur gueules et gueules sur azur). Le statut officiel du blason reste à déterminer. |

| Blason de Saint-André-de-Double | Blason  | Écartelé en sautoir : au 1) de gueules au léopard d'or ; au 2) d'argent à une tête de cerf contournée de sable ; au 3) d'argent à une église au naturel essorée, ouverte et ajourée de sable (celle de la commune), au 4) d'azur à une vanne d'étang de sable* ; au sautoir réduit de sinople brochant sur la partition. |
| Blason de Saint-André-de-Double | Détails | * Il y a là non-respect de la règle de contrariété des couleurs : ces armes sont fautives (sable sur azur). Sur le site de la commune, 2023. |

| Blason de Saint-Antoine-Cumond | Blason  | Écartelé : aux 1er et 4e d'azur à la fasce d'or accompagnée de six fleurs de lis, trois rangées en chef et trois rangées en pointe ; aux 2e et 3e d'azur à trois étoiles d'argent rangées en fasce, surmontées d'un croissant du même et soutenues d'une grappe de raisin d'argent feuillée de deux pièces de sinople ; sur le tout, d'argent au tau d'azur. |
| Blason de Saint-Antoine-Cumond | Détails | Le statut officiel du blason reste à déterminer. |

| Blason de Saint-Antoine-de-Breuilh | Blason  | Écartelé d'azur à la barque à voile d'argent, et d'or à trois chênes de sinople rangés en fasce et brochants l’un sur l’autre ; sur le tout, d'argent au tau de gueules. |
| Blason de Saint-Antoine-de-Breuilh | Détails | Statut officiel, blason présent sur la page de la commune sur le site du Pays du Grand Bergeracois.                                                                      |

| Blason de Saint-Aquilin | Blason  | De gueules à trois belettes d'argent ; au chef d'or chargé d'une fontaine héraldique de sinople à trois sources d'or. |
| Blason de Saint-Aquilin | Détails | Le statut officiel du blason reste à déterminer.                                                                      |

| Blason de Saint-Astier | Blason  | De gueules à une cloche d'or.                    |
| Blason de Saint-Astier | Détails | Le statut officiel du blason reste à déterminer. |

| Blason de Saint-Aubin-de-Lanquais | Blason  | Parti : au 1er de gueules à une crosse d'or accostée des lettres capitales S et A du même, au 2d de sinople à une meule d'argent ; le tout au chef d'or chargé d'une feuille de vigne versée de sinople accostée de deux haches de pierre de sable emmanchées de gueules. Devise / CriMitis et humislis corde (« Avec un cœur doux et humble »). |
| Blason de Saint-Aubin-de-Lanquais | Détails | Utilisé par la commune depuis au moins 2024 |

| Blason de Saint-Aulaye | Blason  | Écartelé, aux premier et quatrième de gueules à neuf macles d'or rangées 3, 3 et 3, aux deuxième et troisième, d'or à trois chabots de gueules, à la bordure écartelée d'or et de gueules. |
| Blason de Saint-Aulaye | Détails | Le statut officiel du blason reste à déterminer. |

| Blason de Saint-Avit-de-Vialard | Blason  | D'azur au chevron d'or accompagné de trois étoiles du même. |
| Blason de Saint-Avit-de-Vialard | Détails | Statut officiel, blason présent sur le site de la commune.  |

| Blason de Saint-Barthélemy-de-Bussière | Blason  | D'azur à trois tours d'argent maçonnées, ajourées et ouvertes de sable.                                                           |
| Blason de Saint-Barthélemy-de-Bussière | Détails | Armes de la famille Hélie de Collonges, puis Hélie de Pompadour, seigneurs de la paroisse du XVe au XVIIe siècle. Adopté en 2012. |

| Blason de Saint-Capraise-de-Lalinde | Blason  | D'azur à la barque, la voile ferlée, d'or sur une rivière du champ ; au chef cousu* de gueules chargé d'un dragon aptère (coulobre) passant d'or.                                                          |
| Blason de Saint-Capraise-de-Lalinde | Détails | * Ces armes emploient le terme « cousu » dans le seul but de contrevenir à la règle de contrariété des couleurs : elles sont fautives (gueules sur azur). Le statut officiel du blason reste à déterminer. |

| Blason de Saint-Chamassy | Blason  | De gueules au cheval cabré d'or ; au chef cousu* d'azur chargé d'une aigle d'argent. |
| Blason de Saint-Chamassy | Détails | * Ces armes emploient le terme « cousu » dans le seul but de contrevenir à la règle de contrariété des couleurs : elles sont fautives (azur sur gueules). Le statut officiel du blason reste à déterminer. |

| Blason de Saint-Crépin-d'Auberoche | Blason  | Tiercé en pairle renversé : au 1) de sinople à un marteau de cordonnier contourné d'argent emmanché d'or ; au 2) d'or au lion de gueules surmonté de trois quintefeuilles d'azur rangées en fasce ; au 3) d'azur à un chêne d'argent soutenu d'une divise ondée du même. |
| Blason de Saint-Crépin-d'Auberoche | Détails | Création J-F Binon. Adoption le 15 mai 2023. |

| Blason de Saint-Crépin-et-Carlucet | Blason  | De gueules à trois chaussures antiques d'or ; au chef d'or chargé d'un couteau à main de cordonnier de gueules. |
| Blason de Saint-Crépin-et-Carlucet | Détails | Le statut officiel du blason reste à déterminer.                                                                |

| Blason de Saint-Cybranet | Blason  | D'azur à la fasce de sinople* chargée de quatre besants d'or, deux rangés en pal à dextre et deux rangés en pal à senestre, au soleil levant, à la truite ployée en pal, regardant le soleil, brochant sur le tout et soutenue d'un besant, le tout du même. |
| Blason de Saint-Cybranet | Détails | * Il y a là non-respect de la règle de contrariété des couleurs : ces armes sont fautives (sinople sur azur). Le statut officiel du blason reste à déterminer.                                                                                               |

| Blason de Saint-Cyprien | Blason  | Parti, au premier de gueules à la croix pattée d'or et au second, d'azur à saint Cyprien debout mitré et tenant de sa dextre une crosse contournée, le tout d'argent. |
| Blason de Saint-Cyprien | Détails | Armes parlantes. Le statut officiel du blason reste à déterminer. |

| Blason de Saint-Cyr-les-Champagnes | Blason  | Coupé, au premier écartelé de gueules au lion d'or et d'argent plain, au second d'or au sanglier d'azur. |
| Blason de Saint-Cyr-les-Champagnes | Détails | Le statut officiel du blason reste à déterminer.                                                         |

| Blason de Saint-Estèphe | Blason  | D'azur au chêne terrassé de sinople*, chargé de douze glands d'or et surmonté d'une couronne fermée du même.                              |
| Blason de Saint-Estèphe | Détails | * Il y a là non-respect de la règle de contrariété des couleurs : ces armes sont fautives (sinople sur azur). Adopté le 13 décembre 2002. |

| Blason de Saint-Félix-de-Bourdeilles | Blason  | D’azur à la plante de chardon fleurie d’or, tigée et feuillée de quatre pièces de sinople, sur laquelle sont posés deux chardonnerets affrontés aussi d’or.    |
| Blason de Saint-Félix-de-Bourdeilles | Détails | * Il y a là non-respect de la règle de contrariété des couleurs : ces armes sont fautives (sinople sur azur). Le statut officiel du blason reste à déterminer. |

| Blason à dessiner | Blason  | Coupé de gueules à un chêne de sinople*, et d'azur à un cerf arrêté contourné de sable*; et brochant sur la partition à la fasce d'argent, chargée d'une fasce d'or*, l'ensemble haussé à dextre et abaissé à senestre, surchargée à dextre d'un clocher de sable ouvert et ajouré de deux pièces d'argent, celle de dextre campanée de sable, et à senestre d'une façade d'église d'azur ouverte et ajourée d'argent, le clocher ajouré de deux pièces du champ. |
| Blason à dessiner | Détails | * Il y a là non-respect de la règle de contrariété des couleurs : ces armes sont fautives (sinople sur gueules, sable sur azur, or sur argent). Adopté le 11 mars 2024. |

| Blason de Saint-Félix-de-Villadeix | Blason  | Écartelé : au 1er de gueules à trois lionceaux d’or, au 2e d’or à trois arbres arrachés au naturel, au 3e d’or à une charrue de sable, au 4e de gueules au crosseron contourné d’or. |
| Blason de Saint-Félix-de-Villadeix | Détails | Le statut officiel du blason reste à déterminer. |

| Blason de Saint-Front-d'Alemps | Blason  | D'azur à trois croissants d'argent ; au chef de gueules* chargé d'une mitre d'or.                                                                              |
| Blason de Saint-Front-d'Alemps | Détails | * Il y a là non-respect de la règle de contrariété des couleurs : ces armes sont fautives (gueules sur azur). Le statut officiel du blason reste à déterminer. |

| Blason de Saint-Front-de-Pradoux | Blason  | De sinople à la croix d'or, au dragon de gueules brochant en cœur. |
| Blason de Saint-Front-de-Pradoux | Détails | Le statut officiel du blason reste à déterminer.                   |

| Blason de Saint-Geniès | Blason  | Écartelé : au 1er d'azur au lion d'or, au 2e contre-écartelé d'or et de gueules, au 3e de sinople à trois écureuils assis d'or, au 4e d'azur à trois cotices d'or. |
| Blason de Saint-Geniès | Détails | Le statut officiel du blason reste à déterminer. |

| Blason de Saint-Georges-de-Montclard | Blason  | De gueules au rocher d'argent surmonté d'un soleil d'or. |
| Blason de Saint-Georges-de-Montclard | Détails | Le statut officiel du blason reste à déterminer.         |

| Blason de Saint-Géraud-de-Corps | Blason  | De sinople à cinq huchets d'or, liés de sable, le pavillon à senestre, ordonnés en sautoir ; au chef cousu* d'azur chargé de trois tourterelles d'argent. |
| Blason de Saint-Géraud-de-Corps | Détails | * Ces armes emploient le terme « cousu » dans le seul but de contrevenir à la règle de contrariété des couleurs : elles sont fautives (azur sur sinople). Les cors de chasse font un jeu de mots avec le nom de la commune et rappellent en même temps que les chasseurs se réunissaient à Saint-Géraud pour fêter la Saint-Hubert. Les tourterelles évoquent la foire aux tourterelles qui se tenait dans le bourg le 15 août. Adopté en 1997. |

| Blason de Saint-Germain-et-Mons | Blason  | Écartelé de gueules au lion léopardé d’or sur un mont de sinople mouvant de la pointe, et d’azur au pont en dos d’âne de trois arches d’or, maçonné de sable, mouvant des flancs et de la pointe, surmonté d’une coquille renversée d’argent. |
| Blason de Saint-Germain-et-Mons | Détails | Différences entre dessin et blasonnement : pont. * Il y a là non-respect de la règle de contrariété des couleurs : ces armes sont fautives (sinople sur gueules). Le statut officiel du blason reste à déterminer.                            |

| Blason de Saint-Hilaire-d'Estissac | Blason  | De sinople à saint Hilaire mitré et crossé d'or, accompagné en pointe de deux serpents volants adossés d'argent, au franc-canton palé d'argent et d'azur (qui est d'Estissac). |
| Blason de Saint-Hilaire-d'Estissac | Détails | Statut officiel, présent sur la page de la commune sur le site du Pays du Grand Bergeracois et sur le site Visites en Aquitaine.                                               |

| Blason de Saint-Jean-d'Eyraud | Blason  | De sinople au macaron figuré d'or d'où jaillit une source d'argent se déversant dans une rivière du même, au franc-canton cousu d'azur chargé d'un pont en dos d'âne de trois arches d'argent maçonné de sable. |
| Blason de Saint-Jean-d'Eyraud | Détails | * Il y a là non-respect de la règle de contrariété des couleurs : ces armes sont fautives (azur sur sinople). Le statut officiel du blason reste à déterminer.                                                  |

| Blason de Saint-Jory-las-Bloux | Blason  | De sinople aux trois fers de moulin d’or soutenus d’une rivière d’argent ondée de sable mouvant de la pointe.                                        |
| Blason de Saint-Jory-las-Bloux | Détails | Conflit héraldique : le blasonnement annonce « ondée de sable » ; le dessin ne représente pas cela. Le statut officiel du blason reste à déterminer. |

| Blason de Saint-Julien-de-Crempse | Blason  | Écartelé d'un palé d'argent et d'azur, et d'or à la croix ancrée de gueules. |
| Blason de Saint-Julien-de-Crempse | Détails | Le statut officiel du blason reste à déterminer.                             |

| Blason de Saint-Julien-de-Lampon | Blason  | D’azur à la bande d’argent remplie de gueules chargée de trois besants d’or, accompagnée de deux étoiles aussi d’argent, l'une en chef et l’autre en pointe. |
| Blason de Saint-Julien-de-Lampon | Détails | Le statut officiel du blason reste à déterminer. |

| Blason de Saint-Laurent-des-Hommes | Blason  | D’argent à la croix de gueules cantonnée de quatre lionceaux de sable |
| Blason de Saint-Laurent-des-Hommes | Détails | Le statut officiel du blason reste à déterminer.                      |

| Blason de Saint-Laurent-des-Vignes | Blason  | Coupé: au 1er d'azur au gril d'argent, posé en pal, la poignée en bas, accompagné de deux grappes de raisin feuillées d'or brochant en flancs sur le gril, au 2e de gueules à trois lionceaux d'or couronnés, armés et lampassés de sable, accompagnés en chef d'une coquille d'argent. |
| Blason de Saint-Laurent-des-Vignes | Détails | Le statut officiel du blason reste à déterminer. |

| Blason de Saint-Laurent-la-Vallée | Blason  | D'azur au chevron parti d'argent et d'or, accompagné, en chef, de deux étoiles d'or et, en pointe, d'un croissant d'argent. |
| Blason de Saint-Laurent-la-Vallée | Détails | Le statut officiel du blason reste à déterminer.                                                                            |

| Blason de Saint-Louis-en-l'Isle | Blason  | D’azur à la fasce ondée d’argent accompagnée de trois fleurs de lys d’or, au chef du champ chargé d’une couronne royale aussi d’or sertie de gueules. |
| Blason de Saint-Louis-en-l'Isle | Détails | Le statut officiel du blason reste à déterminer. |

| Blason de Saint-Marcel-du-Périgord | Blason  | De gueules au cheval arrêté d'argent, à saint Marcel de même mitré, crossé, auréolé et tenant une fourche dans sa main dextre, au franc-canton cousu d'azur chargé de trois jars aussi d'argent. |
| Blason de Saint-Marcel-du-Périgord | Détails | Statut officiel, blason présent sur la page de la commune sur le site du Pays du Grand Bergeracois.                                                                                              |

| Blason de Saint-Martial-d'Albarède | Blason  | De gueules à trois peupliers de sinople rangés en fasce sur une terrasse du même, à l'évêque saint Martial de carnation, habillé et crossé d'argent, le manteau et la mitre de pourpre, brochant sur le tout ; au chef d'or chargé de trois mouchetures d'hermine de sable. |
| Blason de Saint-Martial-d'Albarède | Détails | * Il y a là non-respect de la règle de contrariété des couleurs : ces armes sont fautives (sinople sur gueules). Statut officiel, blason présent sur le site de la commune.                                                                                                 |

| Blason de Saint-Martial-d'Artenset | Blason  | Parti de gueules à Saint Martial évêque d’or, mitré et crossé, bénissant de sa dextre ; et d’azur à l’ours en pied d’argent . |
| Blason de Saint-Martial-d'Artenset | Détails | Le statut officiel du blason reste à déterminer.                                                                              |

| Blason de Saint-Martial-de-Valette | Blason  | De sinople à la croix de Malte d'argent, une fontaine héraldique d'or remplie d'azur traversée de trois sources d'argent accostée de deux lions couronnés et affrontés d'or (ou orangé), le tout brochant sur la croix. |
| Blason de Saint-Martial-de-Valette | Détails | Blason officiel approuvé par le conseil municipal en avril 2015. |

| Blason de Saint-Martin-de-Gurson | Blason  | Écartelé d’or à trois pals de gueules, et d’or à deux vaches de gueules colletées et clarinées d’azur, passant l’une sur l’autre ; au lambel de sable de trois pendants, chacun chargé de cinq coquilles d’argent ordonnées 1.1.3 brochant en chef sur le tout. |
| Blason de Saint-Martin-de-Gurson | Détails | Le statut officiel du blason reste à déterminer. |

| Blason de Saint-Martin-des-Combes | Blason  | De gueules à une épée d'argent accompagnée de trois lionceaux d'or, armés, lampassés et couronnés d'azur ; chaussé d'azur chargé à dextre d'une tour d'argent, maçonnée de sable, et à senestre d'un protomé (de cerf) d'argent. |
| Blason de Saint-Martin-des-Combes | Détails | Présent sur le site de la mairie. |

| Blason de Saint-Martin-l'Astier | Blason  | Parti d'azur à trois pattes de griffon d'argent, et d'or à trois bandes de sinople. |
| Blason de Saint-Martin-l'Astier | Détails | Le statut officiel du blason reste à déterminer.                                    |

| Blason de Saint-Méard-de-Gurçon | Blason  | Écartelé : au 1er d'or à quatre pals de gueules, au 2e de gueules à la gerbe de blé d'or liée de sable, au 3e de gueules au bosquet de sept arbres sur une terrasse isolée au naturel, au 4e d'or à deux vaches de gueules, accornées, onglées, accolées et clarinées d'azur, passant l'une au-dessus de l'autre. |
| Blason de Saint-Méard-de-Gurçon | Détails | Le statut officiel du blason reste à déterminer. |

| Blason de Saint-Médard-d'Excideuil | Blason  | D'or à la fasce ondée d'azur accompagnée, en chef, d'un fer de moulin de sable et, en pointe, d'un tourteau du même ; au chef d'azur chargé d'une crosse d'or mouvant du trait du chef. |
| Blason de Saint-Médard-d'Excideuil | Détails | Le statut officiel du blason reste à déterminer. |

| Blason de Saint-Mesmin | Blason  | D’argent au cerf de gueules issant d’une rivière d’azur mouvant de la pointe et chargée de l’inscription « Périgord vert » en lettres d’or, mantelé de sinople aux deux feuilles de chêne d’or posées en chevron ; le trait du mantelé surmonté de l’inscription « Saint-Mesmin » en lettres capitales de sable |
| Blason de Saint-Mesmin | Détails | Le statut officiel du blason reste à déterminer. |

| Blason de Saint-Michel-de-Villadeix | Blason  | Parti : au 1) de gueules au lion d'or, armé, lampassé et couronné d'azur ; au 2) de sinople à saint Michel de carnation, vêtu et nimbé d'or, chevelé et ailé d'argent, au bouclier d'argent à la croix de gueules, transperçant de sa lance croisetée d'argent un dragon couché et contourné de gueules ; à une fontaine héraldique d'or, remplie d'azur à une source d'argent, brochant en pointe sur la partition. |
| Blason de Saint-Michel-de-Villadeix | Détails | Création Ph. Chandelle. Adopté le 29 novembre 2023. |

| Blason de Saint-Nexans | Blason  | Taillé d’azur à trois étoiles d’or en orle, et de gueules à la coquille d’argent ; à la barre du même brochant sur la partition, chargée d’un tourteau de gueules surchargé d’une croisette de Malte aussi d’argent. |
| Blason de Saint-Nexans | Détails | Le statut officiel du blason reste à déterminer. |

| Blason de Saint-Pardoux-la-Rivière | Blason  | D'azur au pont de trois arches d'or sur une rivière ondée d'argent, sommé d'un léopard d'or. |
| Blason de Saint-Pardoux-la-Rivière | Détails | Armes parlantes. Le statut officiel du blason reste à déterminer.                            |

| Blason de Saint-Pierre-de-Chignac | Blason  | Parti, au 1er de gueules au lion d'or, au 2nd d'or à la chaîne en sautoir de gueules terminée par des maillons brisés. |
| Blason de Saint-Pierre-de-Chignac | Détails | Le statut officiel du blason reste à déterminer.                                                                       |

| Blason de Saint-Pierre-de-Frugie | Blason  | D'azur à trois étoiles d'argent rangées en fasce, surmontées d'un croissant du même et soutenues d'une grappe de raisin d'argent tigée et feuillée de deux pièces de sinople. |
| Blason de Saint-Pierre-de-Frugie | Détails | Statut officiel, blason présent sur le site de la commune. |

| Blason de Saint-Priest-les-Fougères | Blason  | D'azur à deux lions couronnés d'or, armés et lampassés de gueules en chef et à un lion léopardé couronné d'or, armé et lampassé de gueules en pointe. |
| Blason de Saint-Priest-les-Fougères | Détails | Le statut officiel du blason reste à déterminer. |

| Blason de Saint-Privat-des-Prés | Blason  | D'azur au fer à cheval d'or.                     |
| Blason de Saint-Privat-des-Prés | Détails | Le statut officiel du blason reste à déterminer. |

| Blason de Saint-Rabier | Blason  | Coupé : au 1er de gueules à trois rocs d'échiquier d'or rangés en fasce, au 2d d'azur à un croissant d'argent. Devise / Cri1053 – Sanctus Riberius – 2005 |
| Blason de Saint-Rabier | Détails | Reprend les armes gravées sur la cheminée du château de La Marche. Adopté en 2005.                                                                        |

| Blason de Saint-Rémy | Blason  | Écartelé : au 1er d’or à trois pals de gueules, au 2e d’or à deux vaches de gueules colletées et clarinées d’azur, passant l’une sur l’autre, au 3e d’azur au chevron accompagné en chef de deux étoiles et en pointe d’une coquille, le tout d’argent, au 4e d’azur à trois serres d’aigle d’argent posées en barre ; au lambel de sable de trois pendants, chacun chargé de cinq coquilles d’argent ordonnées 1.1.3, brochant sur le tout. |
| Blason de Saint-Rémy | Détails | Le statut officiel du blason reste à déterminer. |

| Blason de Saint-Sauveur | Blason  | Parti : au 1er d'or à trois bandes d'azur, au chef de gueules chargé d'un château couvert d'or, ouvert de gueules ; au 2e de gueules au dragon d'or lampassé d'argent et au chef de gueules à la croix cléchée, vidée et pommetée de douze pièces d'or. |
| Blason de Saint-Sauveur | Détails | Le statut officiel du blason reste à déterminer. |

| Blason de Saint-Sulpice-de-Mareuil | Blason  | D'argent à un arbre de sinople accosté de deux fûts de canon de sable posés en pal, chacun sommé d'un boulet du même ; au chef de gueules chargé de deux crosses d'abbé d'or passées en sautoir. |
| Blason de Saint-Sulpice-de-Mareuil | Détails | Le statut officiel du blason reste à déterminer. |

| Blason de Saint-Sulpice-de-Roumagnac | Blason  | D’azur au château de Chérazac d'or, ouvert, ajouré et essoré de sable, accompagné de trois fleurs de lys aussi d’or |
| Blason de Saint-Sulpice-de-Roumagnac | Détails | Le statut officiel du blason reste à déterminer.                                                                    |

| Blason de Saint-Vincent-de-Connezac | Blason  | Écartelé : aux 1er et 4e d'or à la croisette ancrée de sable accompagnée de trois merlettes du même, au 2e de sable au heaume de tournoi d'argent taré de trois-quarts, au 3e de gueules à trois fleurs de quatre pétales d'or. |
| Blason de Saint-Vincent-de-Connezac | Détails | Le statut officiel du blason reste à déterminer. |

| Blason de Saint-Vincent-Jalmoutiers | Blason  | Taillé : au 1er d'argent à l'arbre de sinople, au 2d d'azur au pont ruiné et isolé d'argent, au lion d'or brochant sur le taillé à senestre ; le tout sommé d'un comble d'or fuselé de gueules. Devise / CriJungi ac renovare |
| Blason de Saint-Vincent-Jalmoutiers | Détails | Le statut officiel du blason reste à déterminer. |

| Blason de Saint-Vincent-le-Paluel | Blason  | D'argent à un château donjonné de trois pièces de gueules, ouvert et ajouré de sable soutenu d'une mer d'azur ; au chef de gueules chargé d'une roue de moulin d'argent. |
| Blason de Saint-Vincent-le-Paluel | Détails | Blason sur l'application PanneauPocket, 2023. |

| Blason de Sainte-Alvère | Blason  | D’argent au lion de gueules lampassé, armé, et couronné d’azur, accompagné de cinq étoiles du même ordonnées en orle |
| Blason de Sainte-Alvère | Détails | Le statut officiel du blason reste à déterminer.                                                                     |

| Blason de Sainte-Croix-de-Mareuil | Blason  | D’argent au sautoir de gueules, au chef d’azur chargé d’une croisette latine d’or accostée de deux croisettes latines du champ. |
| Blason de Sainte-Croix-de-Mareuil | Détails | Le statut officiel du blason reste à déterminer.                                                                                |

| Blason de Sainte-Foy-de-Longas | Blason  | Parti : au 1er d'azur au chevalier à pied, armé de toutes pièces la visière levée tenant une épée haute d'argent garnie d'or, au 2d d'azur à trois fleurs de lys d'or, accompagnées en cœur de deux bâtons alésés péris l'un en bande d'argent l'autre en barre de gueules brochant sur celui en bande. Devise / Cri'Nomine et operibus fidelis (Dans mon nom et dans mes œuvres je suis fidèle) |
| Blason de Sainte-Foy-de-Longas | Détails | Parti des armes de la famille de Larmandie et de Bourbon-Marsange. Adopté. |

| Blason de Sainte-Radegonde | Blason  | De France accompagné de trois étoiles d’argent mal ordonnées, au chef cousu de gueules chargé d’un léopard d’or.                                               |
| Blason de Sainte-Radegonde | Détails | * Il y a là non-respect de la règle de contrariété des couleurs : ces armes sont fautives (gueules sur azur). Le statut officiel du blason reste à déterminer. |

| Blason de Salagnac | Blason  | D'azur au cerf d'or issant d'une champagne ondée d'argent chargée d'une fasce ondée du champ, au chef cousu de gueules chargé d'un pal de vair.                |
| Blason de Salagnac | Détails | * Il y a là non-respect de la règle de contrariété des couleurs : ces armes sont fautives (gueules sur azur). Le statut officiel du blason reste à déterminer. |

| Blason de Salignac-Eyvigues | Blason  | D'or à cinq cotices partitionnées de sinople et de gueules selon le parti de l'écu.                                                   |
| Blason de Salignac-Eyvigues | Détails | Blason issu de la fusion des communes de Salignac et d'Eyvigues-et-Eybènes, en 1965. Le statut officiel du blason reste à déterminer. |

| Blason de Sarlat-la-Canéda | Blason  | De gueules à la salamandre couronnée d'or sur un brasier du même, au chef cousu de France. |
| Blason de Sarlat-la-Canéda | Détails | Le statut officiel du blason reste à déterminer.                                           |

| Blason de Saussignac | Blason  | Écartelé : au 1er de pourpre à la grappe de raisin d'or tigée et feuillée de sinople, aux 2e et 3e palé d'argent et d'azur, au 4e de pourpre au lion couronné d'or, lampassé de gueules. |
| Blason de Saussignac | Détails | Le statut officiel du blason reste à déterminer. |

| Blason de Savignac-les-Églises | Blason  | Tranché d'azur au portail d'église à clocher d'argent, ouvert et maçonné de sable ; et de pourpre au portail d'église sommé d'un clocher couvert d'une flèche et senestré d'un contre mur déclinant en bande, le tout d'argent, ouvert et maçonné de sable, au filet d'or brochant sur la partition. |
| Blason de Savignac-les-Églises | Détails | Armes parlantes. Le statut officiel du blason reste à déterminer. |

| Blason de Segonzac | Blason  | De gueules à une croix de Malte d'argent surmontée d'un lambel à cinq pendants du même. |
| Blason de Segonzac | Détails | Le statut officiel du blason reste à déterminer.                                        |

| Blason de Sencenac-Puy-de-Fourches | Blason  | Parti: au 1er à un bouquet de six épis de blé tigés et feuillés, soutenus de deux noix, au 2e coupé au I à une croisette pattée, au II à deux vaches paissantes, l'une au-dessus de l'autre |
| Blason de Sencenac-Puy-de-Fourches | Détails | a été intégré dans la commune nouvelle de Brantôme en Périgord en 2016 |

| Blason de Servanches | Blason  | Palé d'or et d'argent de quatre pièces, les pals d'argent chargés chacun d'une losange de sable ; à la bordure de sinople. |
| Blason de Servanches | Détails | Adopté. |

| Blason de Sigoulès | Blason  | Parti, au 1) d'or à une grappe de raisin de gueules pamprée au naturel, au 2) de gueules à un dragon volant d'or mis en pal ; à un demi-soleil de six rais non figuré de sable mouvant du chef et brochant sur la partition. |
| Blason de Sigoulès | Détails | Adopté en 2005. |

| Blason de Simeyrols | Blason  | D'or à trois monts isolés de trois coupeaux de sinople ; au chef d'azur chargé d'un goupillon dans son seau d'or. |
| Blason de Simeyrols | Détails | Adopté. |

| Blason de Siorac-de-Ribérac | Blason  | De gueules au lion d’argent armé, lampassé et couronné d’or, accompagné de dix besants aussi d’argent ordonnés en orle |
| Blason de Siorac-de-Ribérac | Détails | Le statut officiel du blason reste à déterminer.                                                                       |

| Blason de Siorac-en-Périgord | Blason  | Parti d'azur aux chaines d'or passées en croix, sautoir et orle, et de gueules au lion d'or surmonté de deux étoiles d'argent. |
| Blason de Siorac-en-Périgord | Détails | Le statut officiel du blason reste à déterminer.                                                                               |

Pas d'information pour les communes suivantes : Sadillac, Saint-Amand-de-Belvès, Saint-Antoine-d'Auberoche, Saint-Aubin-de-Cadelech, Saint-Aubin-de-Nabirat, Saint-Avit-Rivière, Saint-Avit-Sénieur, Saint-Barthélemy-de-Bellegarde, Saint-Capraise-d'Eymet, Saint-Cassien (Dordogne), Saint-Cernin-de-l'Herm, Saint-Cernin-de-Labarde, Saint-Cirq (Dordogne), Saint-Étienne-de-Puycorbier, Saint-Félix-de-Reillac-et-Mortemart, Saint-Front-la-Rivière, Saint-Front-sur-Nizonne, Saint-Georges-Blancaneix, Saint-Germain-de-Belvès, Saint-Germain-des-Prés (Dordogne), Saint-Germain-du-Salembre, Saint-Géry (Dordogne), Saint-Geyrac, Saint-Jean-d'Ataux, Saint-Jean-d'Estissac, Saint-Jean-de-Côle, Saint-Jory-de-Chalais, Saint-Julien-d'Eymet, Saint-Just (Dordogne), Saint-Laurent-des-Bâtons, Saint-Laurent-sur-Manoire, Saint-Léon-d'Issigeac, Saint-Léon-sur-Vézère, Saint-Marcory, Saint-Martial-de-Nabirat, Saint-Martial-Viveyrol, Saint-Martin-de-Fressengeas, Saint-Martin-de-Ribérac, Saint-Martin-le-Pin, Saint-Mayme-de-Péreyrol, Saint-Méard-de-Drône, Saint-Médard-de-Mussidan, Saint-Michel-de-Double, Saint-Michel-de-Montaigne, Saint-Pancrace (Dordogne), Saint-Pantaly-d'Ans, Saint-Pantaly-d'Excideuil, Saint-Pardoux-de-Drône, Saint-Pardoux-et-Vielvic, Saint-Paul-de-Serre, Saint-Paul-la-Roche, Saint-Paul-Lizonne, Saint-Perdoux (Dordogne), Saint-Pierre-d'Eyraud, Saint-Pierre-de-Côle, Saint-Pompon, Saint-Raphaël (Dordogne), Saint-Romain-de-Monpazier, Saint-Romain-et-Saint-Clément, Saint-Saud-Lacoussière, Saint-Sauveur-Lalande, Saint-Seurin-de-Prats, Saint-Séverin-d'Estissac, Saint-Sulpice-d'Excideuil, Saint-Victor (Dordogne), Saint-Vincent-de-Cosse, Saint-Vincent-sur-l'Isle, Saint-Vivien (Dordogne), Sainte-Croix (Dordogne), Sainte-Eulalie-d'Ans, Sainte-Eulalie-d'Eymet, Sainte-Foy-de-Belvès, Sainte-Innocence, Sainte-Marie-de-Chignac, Sainte-Mondane, Sainte-Nathalène, Sainte-Orse, Sainte-Sabine-Born, Sainte-Trie, Salles-de-Belvès, Salon (Dordogne), Sarlande, Sarliac-sur-l'Isle, Sarrazac (Dordogne), Savignac-de-Miremont, Savignac-de-Nontron, Savignac-Lédrier, Sceau-Saint-Angel, Sergeac, Serres-et-Montguyard, Singleyrac, Sorges, Soudat, Soulaures, Sourzac

 Saint-Julien-de-Bourdeilles a été intégrée dans la commune nouvelle de Brantôme en Périgord en 2016 et Saint-Crépin-de-Richemont en 2019
- Haut – A
- B
- C
- D
- E
- F
- G
- H
- I
- J
- K
- L
- M
- N
- O
- P
- Q
- R
- S
- T
- U
- V
- W
- X
- Y
- Z

16

## T
| Blason de Terrasson-Lavilledieu | Blason  | Parti, au 1er de gueules au lion contourné regardant d'or la queue léopardée, sortant de sa cage de même et brisant une chaîne d'argent, au chef cousu de France ancien, et au 2d d'azur à deux clefs affrontées d'or posées en sautoir, au chef d'or à trois épées basses de gueules. |
| Blason de Terrasson-Lavilledieu | Détails | Le statut officiel du blason reste à déterminer. |

| Blason de Thénac | Blason  | Écartelé : au 1er et 4e de gueules aux trois têtes de chien courant d’argent, au chef cousu d’azur chargé de trois molettes d’éperon d’or, au 2e tiercé en bande d’or, de gueules et d’azur, au 3e d’azur aux deux clefs d’or passées en sautoir. |
| Blason de Thénac | Détails | * Il y a là non-respect de la règle de contrariété des couleurs : ces armes sont fautives (gueules sur azur). Le statut officiel du blason reste à déterminer.                                                                                    |

| Blason de Thenon | Blason  | D'azur à l'arbre au naturel accosté de deux fleurs de lys d'or. |
| Blason de Thenon | Détails | Le statut officiel du blason reste à déterminer.                |

| Blason de Thiviers | Blason  | D'argent à l'arbre de sinople mouvant de la pointe accompagné en chef de deux fleurs de lys d'azur. Devise / CriFortiter ac suaviter (Courageusement et avec douceur)' |
| Blason de Thiviers | Détails | Le statut officiel du blason reste à déterminer. |
| Blason de Thiviers | Alias   | D'azur à la cloche d'argent, à la bordure de gueules*. * Il y a là non-respect de la règle de contrariété des couleurs : ces armes sont fautives (gueules sur azur).   |

| Blason de Thonac | Blason  | D'azur à neuf étoiles à six rais d’or ordonnées 3, 3, 2 & 1. Devise / Cri1382 - Thonacum - 2002 |
| Blason de Thonac | Détails | Armes de la famille de Losse. Confirmé le 18 mars 2003.                                         |

| Blason de Trémolat | Blason  | D'azur au croissant d'or ; au chef cousu de gueules chargé de trois étoiles d'or.                                                                              |
| Blason de Trémolat | Détails | * Il y a là non-respect de la règle de contrariété des couleurs : ces armes sont fautives (gueules sur azur). Le statut officiel du blason reste à déterminer. |

| Blason de Tursac | Blason  | Écartelé d'or au lion de gueules, et de gueules à la croix de Lorraine d'argent cantonnée en chef à dextre et en pointe à senestre, d’un croissant, en chef à senestre et en pointe à dextre, d’une étoile, le tout d'or. |
| Blason de Tursac | Détails | Le statut officiel du blason reste à déterminer. |

Pas d'information pour les communes suivantes : Tamniès, Teillots, Temple-Laguyon, Teyjat, Tocane-Saint-Apre, La Tour-Blanche, Tourtoirac, Trélissac, La Tour-Blanche-Cercles
- Haut – A
- B
- C
- D
- E
- F
- G
- H
- I
- J
- K
- L
- M
- N
- O
- P
- Q
- R
- S
- T
- U
- V
- W
- X
- Y
- Z

## U
| Blason de Urval | Blason  | D’azur à l’ours d’or passant sur une terrasse isolée et appointée de gueules, surmonté d’un croissant d’argent.                                                |
| Blason de Urval | Détails | * Il y a là non-respect de la règle de contrariété des couleurs : ces armes sont fautives (gueules sur azur). Le statut officiel du blason reste à déterminer. |

- Haut – A
- B
- C
- D
- E
- F
- G
- H
- I
- J
- K
- L
- M
- N
- O
- P
- Q
- R
- S
- T
- U
- V
- W
- X
- Y
- Z

## V
| Blason de Valeuil | Blason  | D’or au pommier au naturel, terrassé de sinople, fruité de douze pièces de gueules, au chef d’azur chargé d’une croisette du champ |
| Blason de Valeuil | Détails | Commune rattachée à Brantôme en Périgord (2019)                                                                                    |

| Blason de Varaignes | Blason  | Un dindon. |
| Blason de Varaignes | Détails | Une couleur n'est pas précisée dans le blasonnement ci-dessus. Veuillez faire apparaître la couleur inconnue en blanc (table d'attente) et l'argent en gris. Le statut officiel du blason reste à déterminer. |

| Blason de Varennes | Blason  | Tiercé en fasce : au 1er d'azur à une barque habillée d'argent, au 2e d'or chargé en flancs de deux bouquets de deux épis de blé feuillés de sinople, au 3e de sinople à l'église du lieu d'argent. |
| Blason de Varennes | Détails | Le statut officiel du blason reste à déterminer. |

| Blason de Vélines | Blason  | De gueules à saint Martin à cheval donnant la moitié de son manteau à un pauvre, le tout d'or. |
| Blason de Vélines | Détails | Le statut officiel du blason reste à déterminer.                                               |

| Blason de Vergt | Blason  | De gueules à la bande d'argent chargée de trois fraises renversées au naturel, accompagnée en chef d'une épée d'or garnie d'argent, et en pointe d'un arbre arraché aussi d'or. |
| Blason de Vergt | Détails | Le statut officiel du blason reste à déterminer. |

| Blason de Verteillac | Blason  | D'or au chêne arraché de sinople fruité de douze glands du champ, au chef d'azur chargé de trois étoiles d'or. |
| Blason de Verteillac | Détails | Le statut officiel du blason reste à déterminer.                                                               |

| Blason à dessiner | Blason  | D'or à la fasce ondée élargie d'argent chargée de deux filets ondés d'azur en fasce et d'une gabarre d'argent au trait de sable brochant sur les filets, soutenue d'une burelle d'azur chargée en nombre de filets de sable en pal; au chef d'azur chargé de trois étoiles d'argent. |
| Blason à dessiner | Détails | Le statut officiel du blason reste à déterminer. |

| Blason de Vieux-Mareuil | Blason  | Parti : au 1er d’azur au lion d’or armé et lampassé de gueules, au 2e de gueules aux quatre chaînes d’or en sautoir reliées par un anneau et terminées par un maillon brisé. |
| Blason de Vieux-Mareuil | Détails | Le statut officiel du blason reste à déterminer. |

| Blason de Villac | Blason  | De sinople à la cotice ondée abaissée d'argent combinée en chef à une demi-cotice ondée et abaissée en barre, accompagnées en chef d'une muraille isolée à deux tours d'argent, maçonnée, ouverte et ajourée de sable et en pointe à senestre d'un rencontre de mouflon d'or ; au franc-canton de gueules chargé d'une croix cléchée et pommetée de douze pièces d'or. |
| Blason de Villac | Détails | Les ondes symbolisent l'Elle et l'Encharel qui arrosent la commune, les tours représentent l'ancien château, la croix cléchée est pour l'Occitanie et enfin la tête de mouflon, qui est un animal emblématique de Villac. Le statut officiel du blason reste à déterminer.                                                                                             |

| Blason de Villamblard | Blason  | D'or à la fasce de gueules accompagné de six fleurs de lys d'azur, trois rangées en chef et trois rangées en pointe. |
| Blason de Villamblard | Détails | Le statut officiel du blason reste à déterminer.                                                                     |

| Blason de Villefranche de Lonchat | Blason  | De gueules aux trois léopards d'or passant l'un sur l'autre. |
| Blason de Villefranche de Lonchat | Détails | Le statut officiel du blason reste à déterminer.             |

| Blason de Villefranche-du-Périgord | Blason  | De gueules au lion léopardé d'or gravissant un talus sommé d'un bois continuant une terrasse sur la dextre, le tout de sinople, au chef cousu de France.          |
| Blason de Villefranche-du-Périgord | Détails | * Il y a là non-respect de la règle de contrariété des couleurs : ces armes sont fautives (sinople sur gueules). Le statut officiel du blason reste à déterminer. |

| Blason de Vitrac | Blason  | D'or à la fasce haussée d'argent et chargée de deux bandes de gueules.                                                                                      |
| Blason de Vitrac | Détails | * Il y a là non-respect de la règle de contrariété des couleurs : ces armes sont fautives (argent sur or). Le statut officiel du blason reste à déterminer. |

Pas d'information pour les communes suivantes : Val de Louyre et Caudeau, Vallereuil, Valojoulx, Vanxains, Vaunac, Vendoire, Verdon (Dordogne), Vergt-de-Biron, Veyrines-de-Domme, Veyrines-de-Vergt, Vézac (Dordogne), Villars (Dordogne), Villetoureix
- Haut – A
- B
- C
- D
- E
- F
- G
- H
- I
- J
- K
- L
- M
- N
- O
- P
- Q
- R
- S
- T
- U
- V
- W
- X
- Y
- Z